# Liste der Baudenkmale in Celle-Historische Altstadt Straßen L - P
In der Liste der Baudenkmale in Celle-Historische Altstadt Straßen L - P sind die Baudenkmale der historischen Altstadt der niedersächsischen Stadt Celle aufgeführt. Die Quelle ist der Denkmalatlas Niedersachsen.
Der Stand der Liste ist der 14. August 2025.

Celle Landkreis Celle

Weitere Denkmalobjekte in Celle sind:
- Liste der Baudenkmale in Celle-Historische Altstadt Straßen A - K
- Liste der Baudenkmale in Celle-Historische Altstadt Straßen L - P
- Liste der Baudenkmale in Celle-Historische Altstadt Straßen Q - Z
- Liste der Baudenkmale in Celle-Altstadt und Blumlage
- Liste der Baudenkmale in Celle-Straßen A - K
- Liste der Baudenkmale in Celle-Straßen L - Z
- Liste der Baudenkmale in Celle-Außenbereiche

## Allgemein
In den Spalten finden sich folgende Informationen des Bodendenkmales:
| Lage         | geographische Koordinaten                                                           |
| Bezeichnung  | Bezeichnung lt. Denkmalatlas                                                        |
| Beschreibung | Beschreibung lt. Denkmalatlas                                                       |
| ID           | Objekt-ID                                                                           |
| Bild         | Bild, ggf. zusätzlich mit Link zu weiteren Fotos im Medienarchiv Wikimedia Commons. |

| Lage                                                         | Bezeichnung               | Beschreibung | ID       | Bild           |
| ------------------------------------------------------------ | ------------------------- | --- | -------- | -------------- |
| Markt 1 52° 37′ 30″ N, 10° 4′ 53″ O                          | Wohn-/ Geschäftshaus      | Dreigeschossiger verputzter Fachwerkbau in Ecklage mit Ecktürmchen mit östlich anschließendem Gebäudeteil an der Schuhstraße. Zum Markt vierachsig gegliedert, zweifach vorkragend, kräftiges Gurtgesims, niedriges Mezzaningeschoss und Zwerchgiebel. Turm durch Pilaster abgesetzt. Nordfassade zur Schuhstraße zweiteilig: westlicher Teil wie Marktfassade, östlicher Teil mit weit auskragendem OG, Pfeilergliederung und breitem Gesims über vier Achsen. Loggia mit seitlichen turmartigen Risaliten, ursprünglich mit spitzen Helmen. Inschrift an der Markseite. Entstanden 1876 durch Umbau und Aufstockung zweier älterer Fachwerkbauten. | 34366355 |                |
| Markt 2 52° 37′ 30″ N, 10° 4′ 53″ O                          | Wohn-/ Geschäftshaus      | Dreigeschossiger traufständiger Putzbau unter Mansarddach mit Zwerchhaus. Entstanden 1904 durch umfassenden Umbau eines älteren Fachwerkbaus aus der Zeit um 1780 zu einem Kaufhaus. 1948 Fassade erneut umgebaut. Kernbau des 18. Jh. in Teilen erhalten. | 34366380 |                |
| Markt 3 52° 37′ 30″ N, 10° 4′ 54″ O                          | Wohn-/ Geschäftshaus      | Dreigeschossiger traufständiger Fachwerkbau unter Satteldach mit nachträglichem dreiachsigen Zwerchhaus. Fassade mit fünf regelmäßigen Fensterachsen, Doppelständer, Kanten der Fachwerkhölzer gefast, Gebälkzone verbrettert. Errichtet um 1850, Zwerchhaus 1948, EG mehrfach umgebaut. | 34366405 |                |
| Markt 4, 5, 6 52° 37′ 29″ N, 10° 4′ 54″ O                    | Wohn-/Geschäftshaus       | Dreigeschossiger Massivbau in Ecklage unter Mansard- und Flachdach. Fassade zum Markt sechsachsig, mittig vorkragend und im DG als Zwerchhaus ausgebildet. Ecke abgeschrägt mit Erker auf kräftigen Konsolen und mit geschwungenem Giebel. Fassade zur Neuen Straße siebenachsig gegliedert. Geometerische Gestaltung der Hofseite. Entstanden als Warenhaus der Firma Freidberg anstelle dreier Vorgängerbauten durch Neubau zunächst des Eckhauses 1899 und schrittweise Erweiterung um die nördlichen Nachbarhäuser in den Jahren 1906 und 1923 nach Plänen von Otto Haesler. Weitere Umbauten 1937 und 1978. | 34366430 |                |
| Markt 7 52° 37′ 29″ N, 10° 4′ 54″ O                          | Wohnhaus                  | Dreigeschossiger Fachwerkbau unter Satteldach in Ecklage, zum Markt giebelständig. Giebelseitig vierfach weit vorkragend, mit zweigeschossigem Erker unter Pultdach. Reich verziert mit zahlreichen Schmuckformen der Renaissance. Fußbänder in Brüstungsfeldern der traufseitigen Fassade, teilweise Zierausfachung. Füllhölzer und Rähme reich verziert. Schwellen teilweise mit Inschriften, Beschlag- und Rankenwerkornamentik; inschriftliche Datierung „ANNO DOMINI 1617“ an der Schwelle des zweiten OG. | 34366484 | Weitere Bilder |
| Markt 7 52° 37′ 29″ N, 10° 4′ 55″ O                          | Seitenflügel              | Zur Neuen Straße traufständiger zweigeschossiger Fachwerkbau mit Backsteinausfachung, unter ziegelgedecktem Satteldach. Gleichmäßiges Fachwerk mit Fußstreben, geringe Vorkragung, vier Gefache breit. Errichtet um 1750. Spätere Aufstockung. | 35836408 | BW             |
| Markt 8 52° 37′ 28″ N, 10° 4′ 54″ O                          | Wohnhaus                  | Zweigeschossiger giebelständiger Fachwerkbau unter Satteldach. Fassade dreifach weit auskragend über geschnitzten Balkenköpfen und profilierten Füllhölzern. Eckständer am Erker mit geschnitzten kannelierten Säulen. Schnitzdekor an den Schwellen stark verwittert oder abgeschlagen und überstrichen. | 34366516 |                |
| Markt 8 52° 37′ 29″ N, 10° 4′ 55″ O                          | Seitenflügel              | | 35836697 | BW             |
| Markt 8 52° 37′ 29″ N, 10° 4′ 55″ O                          | Seitenflügel              | | 35836714 | BW             |
| Markt 9 52° 37′ 28″ N, 10° 4′ 55″ O                          | Wohn-/ Geschäftshaus      | Dreigeschossiger giebelständiger Fachwerkbau mit nachträglich vorgesetzter massiver Fassade unter Walmdach. Putzfassade fünfachsig gegliedert. Ladeneinbau im EG mit Schaufensterbögen auf 4 Pilastern, mehrfahch verändert im 20. Jh. Breites Gesimsband über dem EG. Fenster mit Putzrahmungen, im OG mit durchgehendem Sturzgesims. Weit ausladendes, mehrfach profiliertes Kranzgesims. | 34366550 |                |
| Markt 9 52° 37′ 28″ N, 10° 4′ 55″ O                          | Seitenflügel              | An den rückwärtigen Giebel des Vorderhauses anschließender zweigeschossiger Flügelbau in Fachwerk unter steilem Satteldach in traufständiger Ausrichtung zum Hof. OG hofseitig vorkragend, einfach gefaste Schwelle, gerundete Füllhölzer. Zwerchhaus mit Ladeluke, zugehöriges Windenrad des Lastenaufzuges im DG erhalten. | 35836735 | BW             |
| Markt 9 52° 37′ 28″ N, 10° 4′ 56″ O                          | Seitenflügel              | Quer an den vorderen Seitenflügel anschließender dreigeschossiger Fachwerkbau in giebelständiger Ausrichtung zum Hof. Hofseitig einfach vorkragend. Fußstreben in den äußeren Gefachen. Giebel mit Ladeluke, zugehöriges eckiges Windenrad des Lastenaufzuges im DG erhalten. | 35836759 | BW             |
| Markt 9 52° 37′ 28″ N, 10° 4′ 56″ O                          | Hinterhaus                | Ehemaliges Lagergebäude unter Pultdach, quer am rückwärtigen Ende des Grundstückes. OG in Fachwerk mit Fußbändern, Umbauten im EG. | 35836783 | BW             |
| Markt 10 52° 37′ 28″ N, 10° 4′ 55″ O                         | Wohn-/ Geschäftshaus      | Dreigeschossiger giebelständiger Fachwerkbau unter Satteldach. Fassade vierfach leicht vorkragend über einfach profilierten Balkenköpfen und Füllbrettern. Ladeluke im Giebeldreieck, Kranbalken unter dem First. Zweites OG niedriger, ursprünglich Lagerboden. EG mehrfach verändert. | 34366575 |                |
| Markt 10 52° 37′ 28″ N, 10° 4′ 56″ O                         | Seitenflügel              | Zweigeschossiger Fachwerkbau unter Satteldach, an den rückwärtigen Giebel des Vorderhauses anschließend. Hofseitig weite Auskragung auf ausladenden, geschwungenen Knaggen. | 35836816 | BW             |
| Markt 10 52° 37′ 28″ N, 10° 4′ 56″ O                         | Hinterhaus                | Zweigeschossiger Fachwerkbau unter Pultdach, rechtwinklig an den Seitenflügel anschließend am rückwärtigen Ende des Grundstücks. Hofseitige Fassade ohne Vorkragung. | 35836840 | BW             |
| Markt 11 52° 37′ 28″ N, 10° 4′ 55″ O                         | Wohnhaus                  | Dreigeschossiger giebelständiger Fachwerkbau unter Satteldach. Dreiachsige Fassade verputzt, Fensteröffnungen mit Putzrahmungen auf schmalen Gurtgesimsen. Im DG straßenseitige Scheinmansarde in Schieferdeckung mit Ziergiebel in Neorenaissance-Formen mit Voluten und flachem Giebeldreieck. Errichtet als zweigeschossiger Fachwerkbau Mitte 18. Jh, Aufstockung und Fassadengestaltung 1898. | 34366601 |                |
| Markt 11 52° 37′ 28″ N, 10° 4′ 56″ O                         | Seitenflügel              | Dreigeschossiger Lageranbau in Fachwerk unter Satteldach am rückwärtigen Giebel des Flügelbaus. Eigene Erschließung über Zöllnerstraße 1. | 35836873 | BW             |
| Markt 12 52° 37′ 27″ N, 10° 4′ 55″ O                         | Wohnhaus                  | Zweigeschossiger, giebelständiger Fachwerkbau unter Satteldach. Dreiachsige Fassade zweifach leicht vorkragend über Balkenzone mit Brettverkleidung. EG mehrfach umgebaut. | 34366626 |                |
| Markt 13 52° 37′ 27″ N, 10° 4′ 55″ O                         | Wohnhaus                  | Dreigeschossiger Fachwerkbau unter Satteldach in Ecklage, giebelständig zum Markt. Giebel- und traufseitig zweifach vorkragend über geschnitzten Balkenköpfen und gerundeten Füllhölzern. Großes vierachsiges, zweifach vorkragendes Zwerchhaus in der südlichen Dachfläche mit zwei übereinander liegenden Ladeluken. | 34366652 |                |
| Markt 14 – 16 52° 37′ 28″ N, 10° 4′ 53″ O                    | Altes Rathaus             | Langgestreckter, zweigeschossiger freistehender Massivbau unter Satteldach mit aufwändiger vereinheitlichender Farbfassung über dem Backsteinmauerwerk, Werksteingliederungen aus Sandstein. Einfache Rechteckfenster. Östliche Traufenseite durch drei Zwerchhäuser ausgezeichnet, das mittlere mit Welschen Giebeln von 1562, ähnlich dem Schloss, das nördliche einen Obergeschosserker abschließend (1565). In den Brüstungsfeldern des Erkers idealisierende Medaillonporträts eines Kaiserpaares. Im EG die ehemalige Gerichtslaube. Am Südende Auslucht, wohl Anfang des 17. Jh. An Nordseite dreigeschossiger Schmuckgiebel mit Zierformen der Weserrenaissance. Erbaut wohl ab 1561, einbezogen Teile eines gotischen Vorgängerbaus, illusionistische Fassadenfassung von 1697. Südteil 1580-1610 angefügt, 1785 klassizistisch umgestaltet. | 34366678 | Weitere Bilder |
| Markt 17 52° 37′ 30″ N, 10° 4′ 52″ O                         | Wohn-/ Geschäftshaus      | Zweigeschossiger traufständiger Fachwerkbau auf Sandsteinsockel und unter Satteldach. Sechsachsige Fassade ohne Vorkragungen. Je ein vierachsiges Zwerchhaus unter Satteldach mit durchgehendem First in beiden Dachflächen. Eng stehende Doppelständer, Fenster mit Verdachungen. Fachwerk im EG verändert. Hölzerne Türumrahmung mit Oberlicht. | 34366708 |                |
| Markt 17 52° 37′ 29″ N, 10° 4′ 51″ O                         | Seitenflügel              | Zweigeschossiger Fachwerkbau mit Backsteinausfachung unter Flachdach, an die westliche Traufseite des Vorderhauses anschließend. Südfassade zum Innenhof ausgerichtet, ähnliche Fachwerkkonstruktion wie am Vorderhaus, mit Veränderungen. Nordfassade zum Nachbargrundstück ohne Fenster. | 36913052 | BW             |
| Markt 18 52° 37′ 30″ N, 10° 4′ 52″ O                         | Haus Lauenstein           | Dreigeschossiger, traufständiger Fachwerkbau unter Satteldach. Symmetrische Fassade von sieben Fensterachsen. Fachwerkgerüst mit eng stehenden Doppelständern und einseitigen Fußstreben, Gebälkzonen verkleidet, segmentbogige Fenster. Mittiges dreiachsiges Zwerchhaus mit Dreieckgiebel unter Satteldach, Ladeluke und Kranbalken, Giebelknauf mit Wetterfahne. Mittiges Eingangsportal mit architektonischer Rahmung, Oberlicht und Verdachung sowie Wappen und Datierungskartusche: „A.D. 1797“. | 34366734 |                |
| Mauernstraße 1 und 2 52° 37′ 25″ N, 10° 5′ 2″ O              | Fassade (Drogerie Müller) | Eine von drei historischen Fassaden, die nach Abriss der Vorgängerbauten dem Kaufhaus-Neubau von 1960 vorgeblendet wurden. Zweigeschossige giebelständige Fachwerkfassade, Inschrift: „A.D.1544“. Vier kräftige Vorkragungen, Fachwerk mit Treppenfries, Knaggen mit Tauband und Kehlungen, Fußwinkelhölzer, Ausformung der Sturzriegel der drei übereinander liegenden Luken jeweils als Gardinenbogen, Taustäbe auf Brüstungsriegeln. Seitlich die ehemalige Tordurchfahrt. | 34366764 | Weitere Bilder |
| Mauernstraße 2 52° 37′ 25″ N, 10° 4′ 57″ O                   | Fassade (Drogerie Müller) | Giebelständiger zweigeschossige Bau mit Fachwerkfassade: Diese 1961 nach Abriss des um 1650 errichteten Wohnhauses in veränderter Form in den Kaufhaus-Neubau integriert. Fachwerk mit drei Vorkragungen, Fußwinkelhölzern und Backsteinausfachungen. | 34366793 | BW             |
| Mauernstraße 3 52° 37′ 25″ N, 10° 4′ 57″ O                   | Wohn-/ Geschäftshaus      | Traufständiger zweigeschossiger Fachwerkbau, unter ziegelgedecktem Satteldach. Nach Süden Firstverschwenkung um 90°. Fachwerkfassade ohne Vorkragungen und mit dünnen (möglicherweise nur vorgeblendeten) Hölzern, errichtet 1962/64, im Kern wohl dem 19. Jh. entstammend (Ladeneinbau 1897). | 34366819 |                |
| Mauernstraße 4 52° 37′ 25″ N, 10° 4′ 58″ O                   | Wohn-/ Geschäftshaus      | Dreigeschossiger giebelständiger Fachwerkbau mit Backsteinausfachung, unter ziegelgedecktem Satteldach. Fachwerk in achsialsymmetrischer Doppelständerkonstruktion mit einseitigen Fußstreben; Balkenköpfe und Füllhölzer ähnlich profiliert. Errichtet im 18. Jh. als Hinterhaus zu Zöllnerstraße 42 und an dessen Seitenflügel angebaut, Kranausleger und mehrere Luken erhalten. | 34366844 | Weitere Bilder |
| Mauernstraße 5 52° 37′ 25″ N, 10° 4′ 58″ O                   | Wohnhaus                  | Dreigeschossiger giebelständiger Fachwerkbau mit Backsteinausfachung, unter flach geneigtem ziegelgedecktem Satteldach. Fachwerk mit kräftiger Vorkragung des ersten OG über gerundeten Füllholzern, mit Zierformen an der Schwellenunterkante (Perlstab und Schuppenornament). Vermutlich ehemals zweigeschossig und drittes OG nachträglich voll ausgebaut, dabei Dachflächen angehoben. | 34366870 |                |
| Mauernstraße 6 52° 37′ 26″ N, 10° 4′ 59″ O                   | Wohnhaus                  | Traufständiger zweigeschossiger Fachwerkbau mit Backsteinausfachung, unter ziegelgedecktem Satteldach. Mit breitem Zwerchhaus straßenseitig. Fachwerk vier Gefache breit, vereinzelt Fußwinkelhölzer, kräftige Vorkragungen mit gerundeten Füllhölzern, Schwellenunterkante mit Fase, keine weiteren Schmuckformen. Errichtet 1632 (i). | 34366896 | Weitere Bilder |
| Mauernstraße 7 52° 37′ 26″ N, 10° 4′ 59″ O                   | Wohnhaus                  | Traufständiger dreigeschossiger Fachwerkbau mit Backsteinausfachung, unter ziegelgedecktem Satteldach. Fachwerk in Doppelständerkonstruktion mit Fußstreben und unterschiedlich breiten Gefachen, kräftige Geschossvorkragungen, gerundete Füllhölzer. Errichtet 1628 (i). | 34366922 | Weitere Bilder |
| Mauernstraße 8 52° 37′ 26″ N, 10° 4′ 59″ O                   | Wohnhaus                  | Traufständiger zweigeschossiger Fachwerkbau mit Backsteinausfachung, unter ziegelgedecktem Satteldach, nach Süden mit Abwalmung. Im Walm straßenseitig Zwerchhaus. Fachwerkgerüst symmetrisch gegliedert mit Doppelständern, OG leicht vorkragend, Balkenköpfe und Füllhölzer mit profilierten Bohlen verkleidet. Errichtet 1786 (a) als Hinterhaus zu Zöllnerstraße 39, daher ungewöhnlich tief in die Parzelle reichend. | 34366948 | Weitere Bilder |
| Mauernstraße 9 52° 37′ 26″ N, 10° 5′ 0″ O                    | Wohnhaus                  | Giebelständiger zweigeschossiger Fachwerkbau mit Backsteinausfachung, unter ziegelgedecktem Satteldach. Mit regelmäßigem Fachwerkgerüst mit Fußwinkelhölzern. Vier Vorkragungen über Konsolen und gerundeten Füllhölzern, keine weiteren Schmuckformen; Durchfahrt linksseitig. Im Inneren Gewölbekeller erhalten. Errichtet in der zweiten Hälfte des 17. Jh. als Hinterhaus zur Zöllnerstraße 38. | 34366974 | Weitere Bilder |
| Mauernstraße 9 52° 37′ 26″ N, 10° 5′ 0″ O                    | Seitenflügel              | Schmaler zweigeschossiger Fachwerkbau mit Backsteinausfachung, unter ziegelgedecktem Satteldach. Errichtet vermutlich im 18. Jh. | 36161029 | BW             |
| Mauernstraße 12 52° 37′ 26″ N, 10° 5′ 1″ O                   | Wohnhaus                  | Traufständiger dreigeschossiger Fachwerkbau, unter ziegelgedecktem Satteldach. Mit schmalem Zwerchhaus straßenseitig. Fachwerk sechs Gefache breit, regelmäßiges Fachwerk mit Fußstreben, profilierte viertelrunde Füllhölzer, keine weiteren Schmuckformen. OG über Knaggen vorkragend. Errichtet wohl in zweiter Hälfte 17. Jh. Im Inneren barocke Türen mit Beschlägen erhalten. | 34367000 |                |
| Mauernstraße 13 52° 37′ 26″ N, 10° 5′ 1″ O                   | Wohnhaus                  | Traufständiger dreigeschossiger Fachwerkbau mit Backsteinausfachung, unter ziegelgedecktem Satteldach, Fachwerk vier Gefache breit, mit Doppelständern, OG vorgekragt über kräftigen Balkenköpfen, keine weiteren Schmuckformen. Errichtet wohl in zweiter Hälfte 17. Jh, zweites OG später aufgestockt (19. Jh.) ohne Vorkragung; Rückseite nur zweigeschossig. | 34367025 |                |
| Mauernstraße 14 52° 37′ 26″ N, 10° 5′ 2″ O                   | Wohn-/ Geschäftshaus      | Zweigeschossiger Eckbau in Fachwerk mit Backsteinausfachung, zur Mauernstraße giebelständig, unter ziegelgedecktem Satteldach. Errichtet um 1550 mit Knaggen mit horizontalen Profilierungen, Fußwinkelhölzern und einer in Celle einmaligen Ornamentik der Schwellen mit paarig zueinander geordneten Blütenkelchen und Laubstabornamenten. Erneuerung der Giebelseite Mitte 18. Jh. mit Doppelstielkonstruktion. Im Inneren in den OG bauzeitliche Raumaufteilungen erhalten sowie barocke Türen und Innenfenster. | 34367050 | Weitere Bilder |
| Mauernstraße 15 52° 37′ 26″ N, 10° 5′ 2″ O                   | Wohnhaus                  | Zweigeschossiger Eckbau in Fachwerk mit Backsteinausfachung, zur Mauernstraße giebelständig, unter ziegelgedecktem Satteldach. Errichtet um 1570, zeitgenössische Fachwerkschmuckformen (Laubstab, Halbrosetten, Knaggen, Ochsenkopf) erhalten, OG beidseitig vorkragend. Im Giebel nachträglich angefügter Anbau in Art einer Auslucht. | 34367076 | Weitere Bilder |
| Mauernstraße 15 52° 37′ 26″ N, 10° 5′ 2″ O                   | Seitenflügel              | Traufständiger zweigeschossiger Fachwerkbau mit Backsteinausfachung, unter ziegelgedecktem Satteldach mit Zwerchhaus straßenseitig. Fachwerk fünf Gefache breit, Obergschoss vorkragend auf kräftigen Balkenköpfen, viertelrunde Füllhölzer, Fußwinkelhölzer, Schwelle mit Inschrift: WOL IN GODT VOR TRVWET DE HEFT WOL GEBVWET. Errichtet wohl im 17. Jh. | 36162505 | BW             |
| Mauernstraße 15 52° 37′ 26″ N, 10° 5′ 2″ O                   | Nebengebäude              | Eingeschossiger Fachwerkbau mit Backsteinausfachung, unter Satteldach in Ziegeldeckung. Errichtet wohl im 19. Jh. | 36162505 | Weitere Bilder |
| Mauernstraße 16 52° 37′ 26″ N, 10° 5′ 3″ O                   | Wohn-/ Geschäftshaus      | Traufständiger zweigeschossiger Fachwerkbau mit Backsteinausfachung, unter ziegelgedecktem Satteldach mit großem, hohem Zwerchhaus straßenseitig. Fassade vier Gefache breit und streng symmetrisch aufgebaut mit eng stehenden Doppelständern; drei Vorkragungen, gerundete Füllhölzer, Schwellenunterkante mit Perlstab. Errichtet 1644 (i). Inschrift: DANIEL SONNEMANN ANNO 1644. GODT WOLLE DIS HAVS ALLE ZEIDT BEWAREN. GODT IST MEN TRVS ABGVNST IST GROS. Im Inneren alte Grundrissstruktur im OG erhalten. | 34367106 | Weitere Bilder |
| Mauernstraße 16 52° 37′ 26″ N, 10° 5′ 3″ O                   | Seitenflügel              | Zweigeschossig, Südgiebel verkleidet. | 36958031 | BW             |
| Mauernstraße 18 52° 37′ 26″ N, 10° 5′ 4″ O                   | Gasthaus                  | Zweiteiliger zweigeschossiger Fachwerkbau mit Backsteinausfachung, unter ziegelgedeckten Satteldächern; mit dem Hauptteil giebelständig zur Straße, westlich daran anschließend ein schmaler zweiachsiger Teil in traufständiger Ausrichtung, ehemals mit Durchfahrt zum Hof. Fachwerkgerüst achsialsymmetrisch angelegt mit Doppelständerkonstruktion, kaum Vorkragungen, keine Schmuckelemente. Errichtet wohl Mitte 18. JH, möglicherweise 1734, seitdem als Poststation und Gasthaus (Hotel Im Goldenen Posthorn) genutzt. | 34367157 | Weitere Bilder |
| Mauernstraße 19 52° 37′ 26″ N, 10° 5′ 5″ O                   | Wohnhaus                  | Giebelständiger zweigeschossiger Fachwerkbau mit Backsteinausfachung, unter ziegelgedecktem Satteldach. Fachwerk in der Straßenfassade mit kräftigen Hölzern und Doppelständern, die Geschosshöhen niedrig, Geschosse kaum vorspringend, Gebälkzone mit Bohlen verkleidet. Errichtet vermutlich um 1680 (a). | 34367182 | Weitere Bilder |
| Mauernstraße 19 52° 37′ 26″ N, 10° 5′ 5″ O                   | Seitenflügel              | Zweigeschossiger verwinkelter Fachwerkbau mit Backsteinausfachung, unter ziegelgedeckten Satteldächern. Zum Teil alte Fenster erhalten. Errichtet in zweiter Hälfte 19. Jh. | 36161309 | BW             |
| Mauernstraße 20 52° 37′ 26″ N, 10° 5′ 5″ O                   | Wohnhaus                  | Giebelständiger zweigeschossiger Fachwerkbau mit Backsteinausfachung, unter ziegelgedecktem Satteldach. Fachwerk mit drei Vorkragungen, insgesamt fünf Gefache breit. Gleichmäßige Fachwerkkonstruktion mit kräftigen, übereinander angeordneten Ständern und Balkenköpfen sowie symmetrischer Anordnung der Fußwinkelhölzer und Schwebegiebel mit vorgehängtem Pfahl an der Spitze. Errichtet um 1630. | 34367208 | Weitere Bilder |
| Mauernstraße 21 52° 37′ 26″ N, 10° 5′ 6″ O                   | Wohnhaus                  | Traufständiger dreigeschossiger Fachwerkbau mit Backsteinausfachung, unter flachem ziegelgedecktem Satteldach. Fachwerk vier Achsen breit, mit Doppelständern und Schmuckformen (Schwelle mit Klötzchenfries und Beschlagwerk), obere Gebälkzone mit Bohlen verkleidet. | 34367238 |                |
| Mauernstraße 21 52° 37′ 26″ N, 10° 5′ 5″ O                   | Seitenflügel              | Zweigeschossiger, schmaler Fachwerkbau mit Backsteinausfachung, unter ziegelgedecktem Satteldach. OG schwach vorkragend. Symmetrisches Fachwerk mit Streben. Errichtet in zweiter Hälfte 19. Jh. | 35668272 | BW             |
| Mauernstraße 22 52° 37′ 26″ N, 10° 5′ 6″ O                   | Gasthof                   | Traufständiger schmaler zweigeschossiger Fachwerkbau mit Backsteinausfachung, unter ziegelgedecktem Satteldach. Fachwerk fünf Gefache breit mit mittiger Durchfahrt im Erdgeschoss und großem Zwerchhaus straßenseitig. Regelmäßiges Fachwerk mit Streben. Errichtet wohl um 1750, spätestens ab 1809 Teil der Ausspann-Wirtschaft des Gasthofs (Nr. 23) „Zum goldenen Engel“ (bis 1947/1973). | 34367264 |                |
| Mauernstraße 23 52° 37′ 26″ N, 10° 5′ 6″ O                   | Wohn-/ Geschäftshaus      | Giebelständiger zweigeschossiger Fachwerkbau mit Backsteinausfachung, unter ziegelgedecktem Satteldach. Straßenfassade dreimal vorkragend, zum Teil noch über Knaggen mit Tauband und Hohlkehlen; Schwelle mit Treppenfries und figürlichen Darstellungen in den Zwickeln. Errichtet 1540 (i), erlangte gemeinsam mit dem westlich anschließenden Haus (Nr. 22) ab 1809 Bedeutung als Ausspann-Wirtschaft mit Gasthof „Zum goldenen Engel“ (bis 1847/1973). | 34367290 | Weitere Bilder |
| Mauernstraße 24 52° 37′ 26″ N, 10° 5′ 7″ O                   | Wohn-/ Geschäftshaus      | Giebelständiger zweigeschossiger Fachwerkbau mit Backsteinausfachung und Lehmstakung (Ostfassade), unter ziegelgedecktem Satteldach. Fachwerk mit Doppelständerkonstruktion und Fußstreben. Straßenfassade mit drei Vorkragungen, teilweise viertelrunde, teilweise profilierte Füllhölzer, Schwelle mit einfacher Fase. Errichtet wohl um 1700. | 34367318 | Weitere Bilder |
| Mauernstraße 24 52° 37′ 26″ N, 10° 5′ 6″ O                   | Seitenflügel              | Zweigeschossiger Fachwerkbau mit Lehmstakung und Lehmputz, unter ziegelgedecktem Satteldach. Zwei Achsen breit mit Fußstreben. | 36161599 | BW             |
| Mauernstraße 24 52° 37′ 27″ N, 10° 5′ 6″ O                   | Seitenflügel              | Zweigeschossiger Fachwerkbau, unter ziegelgedecktem Pultdach. Fachwerk mit halbhohen Streben, OG vorkragend; mit viertelrunden Füllhölzern. Errichtet um 1700, möglicherweise später aufgestockt. | 36161634 | BW             |
| Mauernstraße 25 52° 37′ 26″ N, 10° 5′ 7″ O                   | Wohnhaus                  | Traufständiger dreigeschossiger Fachwerkbau mit Backsteinausfachung, unter hohem Satteldach in Ziegeldeckung mit mittigem Zwerchhaus straßenseitig. Klares, gleichmäßiges Fachwerkgerüst mit Fußwinkelhölzern, fünf Gefache breit, vier Vorkragungen in der Straßenfassade, profilierte Füllhölzer. Errichtet 1682 (i). | 34367347 | Weitere Bilder |
| Mauernstraße 26 52° 37′ 26″ N, 10° 5′ 7″ O                   | Wohnhaus                  | Traufständiger dreigeschossiger Fachwerkbau, unter flachem Satteldach in Ziegeldeckung. Straßenseitig zwei Vorkragungen, untere Schwelle mit Inschrift. Errichtet um 1720, 1890 (a) zusammengelegt mit Nr. 27. | 34367373 |                |
| Mauernstraße 26 52° 37′ 27″ N, 10° 5′ 7″ O                   | Seitenflügel              | Zweigeschossiger Fachwerkbau mit Backsteinausfachung, unter ziegelgedecktem Satteldach mit Zwerchhaus. Fünf Gefache breit, OG vorkragend, viertelrunde Füllhölzer, Fußstreben. Errichtet wohl zeitgleich mit Vorderhaus. | 36958802 | BW             |
| Mauernstraße 27 52° 37′ 26″ N, 10° 5′ 7″ O                   | Wohn-/ Geschäftshaus      | Schmaler, traufständiger dreigeschossiger Fachwerkbau mit Backsteinausfachung, unter ziegelgedecktem Satteldach mit mittigem Zwerchhaus mit Aufzugsrolle. Fachwerk mit einseitigen Fußstreben, zwei Vorkragungen, viertelrunde Füllhölzer. Errichtet 1717 (i), 1890 mit Nr. 26 zusammengelegt. | 34367399 | Weitere Bilder |
| Mauernstraße 27 52° 37′ 26″ N, 10° 5′ 7″ O                   | Seitenflügel              | Zweigeschossiger Fachwerkbau mit Backsteinausfachung, unter ziegelgedecktem Satteldach mit Zwerchhaus. Fünf Gefache breit, Obergeschoss vorkragend, viertelrunde Füllhölzer, Fußstreben. Errichtet wohl zeitgleich mit Vorderhaus. | 36958802 | BW             |
| Mauernstraße 27 52° 37′ 27″ N, 10° 5′ 7″ O                   | Seitenflügel              | Dreigeschossiger Fachwerkbau unter Pultdach; Ostgiebel mit Pfannenbehang. Errichtet wohl im 19. Jh. | 36958921 | BW             |
| Mauernstraße 28 52° 37′ 26″ N, 10° 5′ 8″ O                   | Wohnhaus                  | Traufständiger dreigeschossiger Fachwerkbau, unter ziegelgedecktem Satteldach. Fachwerk vier Gefache breit, zwei kräftige Vorkragungen, die untere mit geschwungenen Konsolen, die obere mit kräftigen Balkenköpfen; Füllhölzer profiliert, Schwellenunterkante mit Fase. Errichtet 1702 (i). Schwelle mit Inschrift: WER GOT VERTRAVT HAT WOLGEBAVT: GOTTRAF HELLBERG ANNA MANDELSLO. ANNO 1702. | 34367425 | Weitere Bilder |
| Mauernstraße 31 52° 37′ 26″ N, 10° 5′ 9″ O                   | Hinterhaus                | Traufständiger zweigeschossiger langgestreckter Fachwerkbau, unter ziegelgedecktem Satteldach. OG auf beiden Traufseiten weit vorkragend; Obergeschossfachwerk mit Fußstreben und kräftigen Hölzern, hofseitig Konsolen mit Karniesprofil. Errichtet wohl in erster Hälfte 17. Jh. als Hinterhaus für Am Heiligen Kreuz 18; Fachwerk im EG der Straßenseite 1906 durch massive Backsteinwand ersetzt, in den 1980er Jahren wieder rekonstruiert. | 34367501 |                |
| Mauernstraße 32 52° 37′ 26″ N, 10° 5′ 10″ O                  | Wohnhaus                  | Giebelständiger dreigeschossiger schmaler Fachwerkbau mit Backsteinausfachung, unter Satteldach in Ziegeldeckung. Fachwerk mit vier Vorkragungen mit reichen Schmuckformen: auf den Füllhölzern Zahnschnitt, Schwellenunterkanten gefast mit Zahnschnitt und Schuppenornament, oberer Brustriegel mit verzierten Profilleisten, Schwellen mit Inschrift und Datierung. Errichtet 1625 (i). | 34367526 | Weitere Bilder |
| Mauernstraße 33 52° 37′ 26″ N, 10° 5′ 10″ O                  | Wohn-/ Geschäftshaus      | Zweigeschossiger Fachwerkbau mit Backsteinausfachung, unter ziegelgedecktem Satteldach, giebelständig zur Mauernstraße, traufständig zur Straße Am Heiligen Kreuz. Errichtet um 1700, Fachwerk mehrfach überformt, was anhand älterer Details wie gekehlten Doppelknaggen, Doppelrankenstab und profilierten Brüstungsriegeln auf der Traufseite, Schwelle mit Laubstabornament im Giebel, auch hier Doppelrankenstab, zudem Fächerrosette und Ochsenkopf erkennbar ist. Im Inneren alte Grundrissstruktur und historische Haustür erhalten, barocke Treppe. | 34367552 |                |
| Mauernstraße 34 52° 37′ 26″ N, 10° 5′ 9″ O                   | Wohn-/ Geschäftshaus      | Zweigeschossiger Fachwerkbau mit Backsteinausfachung, unter ziegelgedecktem Satteldach. Giebelständig zum Kleinen Plan ausgerichtet, traufständig zur Mauernstraße. Errichtet um 1550. Klar gegliedertes Fachwerkgerüst mit Fußwinkelhölzern, im Giebel drei kräftige Vorkragungen, Knaggen mit Tauband, Schwellen mit einem von einer Blattranke umwundenen Stab; große Teile davon erneuert. | 34367582 | Weitere Bilder |
| Mauernstraße 35 52° 37′ 26″ N, 10° 5′ 8″ O                   | Wohnhaus                  | Schmaler traufständiger Fachwerkbau mit Backsetinausfachung, unter ziegelgedecktem Satteldach mit Zwerchhaus. Errichtet wohl um 1750. Portal mit Pilastern, die eine Giebelverdachung tragen, der Zeit um 1820. | 34367607 |                |
| Mauernstraße 36 52° 37′ 26″ N, 10° 5′ 8″ O                   | Wohnhaus                  | Traufständiger dreigeschossiger Fachwerkbau mit Backsteinausfachung, unter ziegelgedecktem Satteldach. Errichtet um 1750 als zweigeschossiger Bau in Doppelständerkonstruktion mit Fußstreben, zweites OG vor 1909 ergänzt mit Brüstungsfeldern mit Andreaskreuzen. | 34367632 |                |
| Mauernstraße 37 52° 37′ 26″ N, 10° 5′ 7″ O                   | Wohn-/ Geschäftshaus      | Traufständiger dreigeschossiger Fachwerkbau mit Backsteinausfachung, unter ziegelgedecktem Satteldach. Straßenfassade acht Gefache breit, mit Zwerchhaus straßenseitig. Errichtet 1966 nach Abbruch des Vorgängerbaus durch den Celler Architekten Gruhl. | 34367657 |                |
| Mauernstraße 38 52° 37′ 26″ N, 10° 5′ 7″ O                   | Wohnhaus                  | Giebelständiger dreigeschossiger Fachwerkbau, unter ziegelgedecktem Satteldach. Gleichmäßige Fachwerkkonstruktion, viermal gering vorkragend über Balkenköpfen, dazwischen viertelrunde und profilierte Füllhölzer; im ersten OG Doppelständerkonstruktion; Fußwinkelhölzer; Eckständer mit eingeschnittenen Säulen; Kranausleger im Giebel erhalten, ebenso Gewölbekeller. Errichtet um 1650. Fachwerk im straßenseitigen EG rekonstruiert. | 34367680 |                |
| Mauernstraße 38 52° 37′ 25″ N, 10° 5′ 7″ O                   | Seitenflügel              | Zweigeschossiger Fachwerkbau, unter ziegelgedecktem Satteldach. Fachwerk mit kräftigen Hölzern und Balkenköpfen, viertelrunden Füllhölzern, die Schwelle auf Balkenköpfe aufgekämmt; OG gering vorkragend. Errichtet um 1650, vermutlich im Zusammenhang mit dem Vorderhaus. | 36182380 | BW             |
| Mauernstraße 38 52° 37′ 25″ N, 10° 5′ 7″ O                   | Hinterhaus                | Zweigeschossiger Fachwerkbau unter ziegelgedecktem Satteldach. Ehemalige Durchfahrt. Errichtet wohl im 19. Jh. | 36182397 | BW             |
| Mauernstraße 39 52° 37′ 26″ N, 10° 5′ 6″ O                   | Wohnhaus                  | Giebelständiger zweigeschossiger Fachwerkbau mit Backsteinausfachung, unter ziegelgedecktem Satteldach. Fachwerk mit breitem Ständerabstand, Knaggen gekehlt und quer profiliert. Errichtet wohl um 1550 (inschriftliche Datierung „1526“ stammt erst von 1987). Straßenseitig im Westen ein Erker aus Mitte 17. Jh | 34367706 |                |
| Mauernstraße 39 52° 37′ 25″ N, 10° 5′ 6″ O                   | Seitenflügel              | Zweigeschossiger Fachwerkbau, unter ziegelgedecktem Satteldach. OG weit vorkragend. Errichtet wohl im 18. Jh. | 36182344 | BW             |
| Mauernstraße 40 52° 37′ 25″ N, 10° 5′ 6″ O                   | Wohn-/ Geschäftshaus      | Traufständiger dreigeschossiger Massivbau mit verputzter Fassade, unter ziegelgedecktem Satteldach. Fassade horizontal gegliedert durch Gesimse, Fenster mit Putzumrahmungen, Kranzgesims. Erbaut 1893 (a) unter Zimmermeister W. Laue nach Brand des Vorgängerbaus. Im Inneren bauzeitliche Treppe erhalten. | 34367731 |                |
| Mauernstraße 41 52° 37′ 25″ N, 10° 5′ 5″ O                   | Wohnhaus                  | Traufständiger dreigeschossiger Fachwerkbau mit Backsteinausfachung, unter ziegelgedecktem Satteldach. Symmetrisches Fachwerkgerüst mit Streben, Geschosse kaum vorkragend, Gebälkzone mit Bohlen verkleidet. Errichtet um 1750. | 34367756 |                |
| Mauernstraße 42 52° 37′ 25″ N, 10° 5′ 5″ O                   | Wohnhaus                  | Giebelständiger zweigeschossiger Fachwerkbau, unter ziegelgedecktem Satteldach. Fachwerk sechs Gefache breit, Gebälkzone mit profilierten Bohlen verkleidet, Kranausleger und Dachluke erhalten. Erker an Ostseite der straßenseitigen Fassade. Errichtet wohl im 18. Jh. (inschriftliche Datierung „1545“ nachträglich angebracht). EG 1927 (a) durch Architekt Heinrich Hinrichs in Backstein erneuert. | 34367781 |                |
| Mauernstraße 42 52° 37′ 25″ N, 10° 5′ 5″ O                   | Seitenflügel              | Zweigeschossiger Fachwerkbau mit Backsteinausfachung, unter ziegelgedecktem Satteldach. OG weit vorkragend über Knaggen mit Tauband. Errichtet wohl um 1550 und damit älter als das heutige Vorderhaus. | 36182256 | BW             |
| Mauernstraße 42 52° 37′ 25″ N, 10° 5′ 5″ O                   | Seitenflügel              | Langgestreckter zweigeschossiger Fachwerkbau mit Backsteinaufsachung, unter ziegelgedecktem Satteldach. Errichtet vermutlich 1627 (i). Fachwerk mit Fußstreben, Überstand des OG mit Balkenköpfen, Schwelle mit Inschrift ERNST LUPKE CATRINE BEUMANS 1627. EG größtenteils in Backsteinmauerwerk mit segmentbogenförmigen Fenster- und Türöffnungen erneuert. Eiserne Werkstattfenster des 19. Jh. erhalten. | 36182288 | BW             |
| Mauernstraße 43 52° 37′ 25″ N, 10° 5′ 4″ O                   | Wohnhaus                  | Giebelständiger zweigeschossiger Fachwerkbau mit Backsteinausfachung, unter ziegelgedecktem Satteldach. Gleichmäßiges Fachwerkgerüst mit einseitigen Fußstreben im Giebel, Gebälkzone mit Bohlen verkleidet. Errichtet um 1700. Im Inneren Gewölbekeller und Brunnenschacht aus Sandstein erhalten. | 34367806 |                |
| Mauernstraße 43 52° 37′ 25″ N, 10° 5′ 4″ O                   | Seitenflügel              | Zweigeschossiger Fachwerkbau mit Backsteinausfachung, unter ziegelgedecktem Satteldach. Fachwerk mit zwei kräftigen Vorkragungen, unterhalb der Traufe haben die Knaggen horizontale Kehlungen; im EG Fachwerk mit einseitigen Fußstreben, im OG mit Fußwinkelhölzern. Errichtet in zweiter Hälfte 16. Jh. | 36182194 | BW             |
| Mauernstraße 43 52° 37′ 25″ N, 10° 5′ 4″ O                   | Hintergebäude             | Zweigeschossiger Backsteinbau aus gelbem Stein, unter ziegelgedecktem Satteldach. Fassaden mit Segmentbogenöffnungen. 1920 (a) durch Carl Heise anstelle eines Fachwerk-Vorgängerbaus errichtet. Im Inneren bauzeitliche Treppe erhalten. | 36182224 | BW             |
| Mauernstraße 44 52° 37′ 25″ N, 10° 5′ 4″ O                   | Wohn-/ Geschäftshaus      | Giebelständiger zweigeschossiger Fachwerkbau mit Backsteinausfachung und Lehmschlag in der westlichen Außenwand, unter ziegelgedecktem Satteldach. Fachwerk vier Gefache breit, kräftige Ständer und Riegel, Fußwinkelhölzer, im Giebeldreieck ein Rautenmuster. Schwellen mit Fabeltieren verziert und inschriftlich datiert: „1534“ (i). Knaggen mit drei Wulsten. In westlicher Hälfte der Straßenfassade ein Fachwerkerker mit Pultdach von 1608 (i), am ursprünglichen Balken rechts des Erkers ist noch die alte Jahreszahl 1534 erkennbar; Schwelle verziert mit Schuppenmuster und Inschrift. Füllhölzer mit Zahnschnitt und Schuppenreihe, Knaggen mit zwei Karniesprofilen übereinander und seitlich mit Beschlagwerk. Im Inneren Grundrissstruktur des OG weitgehend erhalten.                                                             | 34367831 |                |
| Mauernstraße 44 52° 37′ 25″ N, 10° 5′ 4″ O                   | Seitenflügel              | Zweigeschossiger Fachwerkbau mit Backsteinausfachung, unter ziegelgedecktem Satteldach. EG überhöht mit durchgehenden Ständern, OG unmerklich vorkragend über Schwelle mit abgefaster Unterkante, einseitige Fußstreben. Errichtet in zweiter Hälfte 18. Jh. Teilbereich des EG in der Ostfassade massiv erneuert. | 36182093 | BW             |
| Mauernstraße 44 52° 37′ 25″ N, 10° 5′ 4″ O                   | Seitenflügel              | Zweigeschossiger Fachwerkbau in drei Fach Breite, unter ziegelgedecktem Satteldach. Schlichte Fachwerkkonstruktion, EG teilweise massiv erneuert. Errichtet in erster Hälfte 18. Jh. | 36182123 | BW             |
| Mauernstraße 44 52° 37′ 25″ N, 10° 5′ 4″ O                   | Hinterhaus                | Zweigeschossiger Fachwerkbau mit Backsteinausfachung, unter hohem Satteldach, gegenüber dem Seitenflügel First um 90° gedreht. Weite Vorkragung des OG über kräftigen Balkenköpfen, jedoch ohne Knaggen, Schwellenunterkante abgefast; OG mit geringer Geschosshöhe. Errichtet um 1700. | 36182158 | BW             |
| Mauernstraße 45 52° 37′ 25″ N, 10° 5′ 4″ O                   | Wohn-/ Geschäftshaus      | Giebelständiger dreigeschossiger Fachwerkbau mit Backsteinausfachung, unter flachem Satteldach in Ziegeldeckung. Regelmäßige Fachwerkkonstruktion, Gebälkzone verkleidet, Giebeldreieck ohne Vorkragung. Errichtet um 1840 als zweigeschossiger Bau, 1894 (a) um ein drittes Geschoss aufgestockt, 1897 (a) Verlängerung des Vorderhauses zum Hof mit Fachwerkanbau unter ziegelgedecktem Pultdach. | 34367861 |                |
| Mauernstraße 45 52° 37′ 25″ N, 10° 5′ 4″ O                   | Seitenflügel              | Dreigeschossiger Bau, unter ziegelgedecktem Satteldach. Im EG massiv in weiß geschlämmtem Backsteinmauerwerk mit segmentbogigen Öffnungen, in den OGs Fachwerk; dabei erstes OG mit leichter Vorkragung. Errichtet um 1840. Zweites OG ergänzt 1897. | 36182158 | BW             |
| Mauernstraße 46 52° 37′ 25″ N, 10° 5′ 3″ O                   | Wohnhaus                  | Giebelständiger zweigeschossiger Fachwerkbau mit Backsteinausfachung, unter ziegelgedecktem Satteldach. Straßenfassade viermal vorkragend, Fachwerk sechs Gefache breit, Konstruktion mit Fußwinkelhölzern, Schwelle mit Treppenfries, gerundeten Füllhölzern, gekehlten Knaggen mit nachträglich reduzierten Profilen. Errichtet 1540 (i). | 34367887 | Weitere Bilder |
| Mauernstraße 47 52° 37′ 25″ N, 10° 5′ 2″ O                   | Wohnhaus                  | Zweigeschossiger Fachwerkbau mit Backsteinausfachung unter ziegelgedecktem Krüppelwalmdach. Traufständig zur Mauernstraße, allerdings mit breitem dreiachsigem Mittelrisalit mit Zwerchhaus und Giebeldreieck, beidseitig davon je eine Dachgaube. Hohes KG, zurückliegender Hauseingang mit Treppe, bauzeitliche Haustür. Im Inneren Treppe mit Brettbaluster-Geländer, Treppenhausabschlusstüren erhalten, zudem ein Jugendstil-Glasfenster der Glaserei Krohne, die hier ihren Firmensitz hatte. Errichtet 1795 (a) als herrschaftliches Vorderhaus. | 34367912 |                |
| Mauernstraße 47 52° 37′ 25″ N, 10° 5′ 2″ O                   | Seitenflügel              | Zur Prinzengasse traufständiger zweigeschossiger Fachwerkbau mit Backsteinausfachung, unter ziegelgedecktem Satteldach. Fachwerk fünf Achsen breit, mittige Tordurchfahrt mit dreiteiligem Tor. Mittig ein Zwerchhaus mit Aufzugsbalken und Giebelknauf erhalten. Errichtet zeitgleich mit dem Vorderhaus. | 37043095 |                |
| Mauernstraße 47 52° 37′ 25″ N, 10° 5′ 1″ O                   | Hinterhaus                | Zweigeschossiger Fachwerkbau mit Backsteinausfachung, unter ziegelgedecktem Mansarddach. Errichtet als Hinterhaus mit Stall und Werkstatt, vermutlich im 19. Jh. | 36181075 | BW             |
| Mauernstraße 48 52° 37′ 25″ N, 10° 5′ 1″ O                   | Wohnhaus                  | Traufständiger zweigeschossiger Fachwerkbau mit Backsteinausfachung, unter ziegelgedecktem Satteldach, mit breitem Zwerchhaus straßenseitig. Fachwerk sechs Gefache breit, gleichmäßige Fachwerkkonstruktion, OG nicht vorkragend, Gebälkzone durch profilierte Bretter verkleidet, Giebelknauf. In Inneren Gewölbekeller erhalten, ebenso alte Raumstruktur. Errichtet um 1750. | 34367937 |                |
| Mauernstraße 48 52° 37′ 25″ N, 10° 5′ 1″ O                   | Seitenflügel              | Zweigeschossiger Fachwerkbau mit Backsteinausfachung (tw. Ziermauerwerk), unter ziegelgedecktem Satteldach. Fachwerk zweimal vorkragend, im OG Konstruktion mit Fußstreben und breiten liegenden Gefachen; gerundete, profilierte Füllhölzer, darunter Schmuckleiste mit Zahnschnitt. Errichtet um 1650 und damit älter als das Vorderhaus. | 35773639 | BW             |
| Mauernstraße 49 52° 37′ 25″ N, 10° 5′ 0″ O                   | Wohnhaus                  | Giebelständiger zweigeschossiger Fachwerkbau mit Backsteinausfachung, unter ziegelgedecktem Satteldach. Fachwerk sechs Gefache breit, OG und Giebeldreieck kräftig vorkragend. Vermutlich zeitgleich errichtet wie der 1614 datierte Seitenflügel. Links neben der ehemaligen Einfahrt in den alten Posthof. | 34367962 |                |
| Mauernstraße 49 52° 37′ 25″ N, 10° 5′ 0″ O                   | Seitenflügel              | Zweigeschossiger Fachwerkbau mit Backsteinausfachung, unter ziegelgedecktem Satteldach. Fachwerk mit kräftigen Ständern, Fußstreben und Balkenköpfen; Schwellenunterkante mit Perlstab-Verzierungen, viertelrunde Füllhölzer, Knaggen mit Karniesprofil. Errichtet 1614 (i). | 35773569 | BW             |
| Mauernstraße 49 52° 37′ 25″ N, 10° 5′ 0″ O                   | Seitenflügel              | Zweigeschossiger Fachwerkbau mit Backsteinausfachung, unter ziegelgedecktem Satteldach. Fachwerk mit Streben. Errichtet um 1850. | 37047124 | BW             |
| Mauernstraße 49 52° 37′ 24″ N, 10° 5′ 0″ O                   | Stall                     | Zweigeschossiger Massivbau aus Backsteinmauerwerk mit segmentbogigen Öffnungen, unter flachgeneigtem, ziegelgedeckten Pultdach. Erbaut 1925 (a). | 36181216 | BW             |
| Mauernstraße 50 52° 37′ 25″ N, 10° 4′ 59″ O                  | Wohnhaus                  | Langgestreckter traufständiger, zweigeschossiger Fachwerkbau mit Backsteinausfachung, unter ziegelgedecktem Satteldach. Errichtet ursprünglich um 1700 mit sieben Fensterachsen (Westteil) mit mittigem Dreiecksgiebel und in einfachem Fachwerk mit Streben, OG leicht vorkragend, Gebälkzone verkleidet, oberhalb des Einganges verkröpft. Hauseingang zurückliegend, davor dreistufige Treppe, zweiflügelige Haustür. Östlicher Anbau 1830, als das Gebäude von der Post übernommen wurde (bis 1888): Erweiterung um fünf Gefache, Ostgiebel in Fachwerk mit Andreaskreuzen. Rechts neben der ehemals Einfahrt in den alten Posthof. | 34367987 |                |
| Mauernstraße 50 52° 37′ 24″ N, 10° 4′ 59″ O                  | Seitenflügel              | Langgestreckter zweigeschossiger Fachwerkbau mit Backsteinausfachung, unter ziegelgedecktem Satteldach. Mit Ladeluke und Kranbalken zum Hof. Vermutlich zeitgleich mit Vorderhaus entstanden. | 36263208 | BW             |
| Neue Straße 52° 37′ 30″ N, 10° 4′ 55″ O                      | Brunnen                   | Brunnenbecken aus vier Sandsteinplatten, dahinter Sandsteinpfosten, inschriftlich von 1691, mit Kugelaufsatz. Errichtet 1980 auf einem wieder entdeckten historischen Brunnenschacht im öffentliche Hof nördlich von Neue Straße 2; der ursprüngliche Standort war Schuhstraße 9. | 36203572 |                |
| Neue Straße 3 52° 37′ 29″ N, 10° 4′ 56″ O                    | Wohnhaus                  | Giebelständiger zweigeschossiger Fachwerkbau mit Backsteinausfachung, unter ziegelgedecktem Satteldach. Fachwerk straßenseitig mit sechs Gefachen, einfach gekehlte Schwelle mit halbrunden Füllhölzern, Giebel dreifach vorkragend. Ausformungen der Schwelle, Füllhölzer und Balkenköpfe durchgängig. Errichtet um 1650. | 34368038 |                |
| Neue Straße 3 52° 37′ 30″ N, 10° 4′ 56″ O                    | Seitenflügel              | Zweigeschossiger Fachwerkbau mit Ziegelbehang, unter Satteldach in Ziegeldeckung. | 35837381 | BW             |
| Neue Straße 3 52° 37′ 30″ N, 10° 4′ 55″ O                    | Hinterhaus                | Zweigeschossiger Fachwerkbau mit Ziegelbehang, unter Pultdach in Ziegeldeckung. | 35837398 | BW             |
| Neue Straße 4 52° 37′ 29″ N, 10° 4′ 56″ O                    | Wohnhaus                  | Giebelständiger dreigeschossiger Fachwerkbau mit Backsteinausfachung, unter ziegelgedecktem Satteldach. Fachwerk straßenseitig sechs Gefache breit, vierfach auskragend mit Vorhangpfahl im First. Schwelle mit abgerundeten Füllhölzern, schlichte Fußhölzer im Brüstungsbereich. Errichtet 1629 (i). | 34368064 |                |
| Neue Straße 5 52° 37′ 30″ N, 10° 4′ 57″ O                    | Wohnhaus                  | Giebelständiger zweigeschossiger Fachwerkbau mit Backsteinausfachung, unter Satteldach in Ziegeldeckung. Fachwerk straßenseitig schlicht, fünf Gefache breit, Schwelle einfach gekehlt mit gerundeten Füllhölzern, unregelmäßig verteilte Fußbänder in der Brüstungszone. DG mit Schwelle und Füllhölzern. Errichtet in erster Hälfte 17. Jh. | 34368093 |                |
| Neue Straße 6 52° 37′ 30″ N, 10° 4′ 57″ O                    | Wohnhaus                  | Traufständiger zweigeschossiger Fachwerkbau mit Backsteinausfachung, unter ziegelgedecktem Satteldach. Mit je einem drei Gefache breiten Zwerchhaus zur Straßen- und Hofseite. Straßenseitig einfaches Fachwerwerk, drei Gefache breit, mit Fußbändern im Brüstungsbereich, Schwelle mit Balkenköpfen und gerundetem Füllholz. Traufzone verbrettert; gleiche Gestaltung der Schwelle im Zwerchhaus. Errichtet Ende des 17. Jh. | 34368118 |                |
| Neue Straße 7 52° 37′ 30″ N, 10° 4′ 57″ O                    | Wohnhaus                  | Traufständiger zweigeschossiger Fachwerkbau mit Backsteinausfachung, unter ziegelgedecktem Satteldach. Mit zweigeschossigem Zwerchhaus straßenseitig. Straßenseitig Fachwerk vier Gefache breit; im Traufbereich mit Treppenfriesen und figuralen Darstellungen; kräftige Konsolen mit Taustabornament. Reste von zweifach profilierten Brüstungsgesims und Fußbändern erkennbar. Errichtet um 1540, 1617 erneuert und Zwerchhaus nach 1700 ergänzt. | 34368143 |                |
| Neue Straße 7 52° 37′ 30″ N, 10° 4′ 57″ O                    | Seitenflügel              | Dreigeschossiger Fachwerkbau mit Backsteinausfachung, unter ziegelgedecktem Satteldach. Fachwerk ursprünglich fünf Gefache, später um zwei Gefache verlängert. Mächtige Schwelle mit einfachen Balkenköpfen mit Auskreuzungen in den ersten beiden Gefachen am Vorderhaus, Fußbänder. Errichtet 1617, zweites OG (Fachwerk mit Auskreuzungen) vermutlich jünger. | 35846720 | BW             |
| Neue Straße 8 52° 37′ 30″ N, 10° 4′ 58″ O                    | Wohnhaus                  | Giebelständiger zweigeschossiger Fachwerkbau mit Backsteinausfachung, unter ziegelgedecktem Satteldach. Fachwerk straßenseitig drei Gefache breit, dreifach vorkragend. Im ersten OG ein ein Gefach breiter Erker, auskragend mit eigenem Satteldach in Ziegeldeckung. Fachwerkschwellen mit Perlstäben und gerundeten Füllhölzern, in den Brüstungsfeldern einfache Fußbänder, Ständerstellung unabhängig von der Balkenlage. Errichtet 1637 (i). | 34368168 | Weitere Bilder |
| Neue Straße 8 52° 37′ 30″ N, 10° 4′ 58″ O                    | Seitenflügel              | Dreigeschossiger Fachwerkbau mit Backsteinausfachung, unter Pultdach in Ziegeldeckung. Errichtet in zweiter Hälfte 17. Jh. als zweigeschossiger Bau über flachem Keller-Tonnengewölbe; Fachwerk mit schlichten Knaggen, sechs Gefache lang; Brüstungsfelder mit Fußbändern. 1926 aufgestockt. Im Inneren Rahmenfüllungstüren mit Spiralbändern, Kastenschlössern und eine zweiflügelige Holztür zum Innenhof der Zeit um 1900 erhalten. | 35846763 | BW             |
| Neue Straße 9 52° 37′ 30″ N, 10° 4′ 58″ O                    | Wohnhaus                  | Traufständiger zweigeschossiger Fachwerkbau mit Backsteinausfachung, unter ziegelgedecktem Satteldach. Unregelmäßiges Fachwerk mit mehrfach gestoßener Schwelle in Form eines zweifach geschichteten Zickzackfrieses; Traufe verkleidet. Errichtet 1575 (i), inklusive eines kurzen Seitenflügels in gleichen Formen. Rückseitig dreigeschossig; Fachwerk mit schlichten Schwellen zwischen gerundeten Füllhölzern; geringe Geschosshöhen; vorspringender Gebäudeteil mit kräftigen Fußbändern. | 34368194 |                |
| Neue Straße 10 52° 37′ 30″ N, 10° 4′ 59″ O                   | Wohnhaus                  | Traufständiger dreigeschossiger Fachwerkbau, unter Satteldach in Ziegeldeckung. Fachwerk straßenseitig vier Gefache breit, Schwelle mit vierstufigem Treppenfries. Hofseitig nur zweigeschossig. Errichtet in zweiter Hälfte 16. Jh. | 34368221 |                |
| Neue Straße 10 52° 37′ 30″ N, 10° 4′ 58″ O                   | Seitenflügel              | Zweigeschossiger Fachwerkbau mit Backsteinausfachung, unter Pultdach in Ziegeldeckung. Insegsamt vier Gefache breit und fünf Gefache lang. Fachwerk mit einfach gekehlter Schwelle, aussteifenden Fußbändern und Obergeschossvorkragung. Errichtet um 1800. | 35847215 | BW             |
| Neue Straße 11 52° 37′ 30″ N, 10° 4′ 59″ O                   | Wohnhaus                  | Giebelständiges dreigeschossiges Fachwerkgebäude, unter ziegelgedecktem Satteldach. Fachwerk straßenseitig vier Gefache breit, mit Fußwinkelhölzern und mehrfach profilierten Knaggen sowie verzierten Schwellen, hier Treppenfries mit abgerundeter Stufe und in den Zwickeln figürliche Darstellungen (Wappenkartusche „FJ“, Fabelwesen, Inschriften). Errichtet 1534 (i). | 34368246 | Weitere Bilder |
| Neue Straße 12 52° 37′ 30″ N, 10° 4′ 59″ O                   | Wohnhaus                  | Traufständiger dreigeschossiger Fachwerkbau mit Backsteinausfachung, unter Satteldach in Ziegeldeckung. Fachwerk straßenseitig vier Gefache breit, Schwelle leicht vorspringend, Füllbretter und Balkenköpfe profiliert. Errichtet um 1750, Aufstockung 1884 mit verbretterter Schwelle. | 34368274 | Weitere Bilder |
| Neue Straße 12 52° 37′ 30″ N, 10° 4′ 59″ O                   | Seitenflügel              | Seitenflügel nördlich an das Vorderhaus anschließend: Zweigeschossiger Bau, im EG massiv, OG verbrettert. | 35847612 | BW             |
| Neue Straße 14 (Brandplatz, Kino) 52° 37′ 31″ N, 10° 5′ 1″ O | Kino                      | Traufständiger zweigeschossiger Massivbau, unter ziegelgedecktem Satteldach. Über T-förmigem Grundriss, hinterer Teil unter Satteldach mit um 90 Grad verschwenktem First. Erbaut 1937 (a) durch den Hildesheimer Architekten R. Beilicke als Lichtspielhaus. | 34368324 |                |
| Neue Straße 14 (Brandplatz) 52° 37′ 30″ N, 10° 5′ 1″ O       | Wohnhaus                  | Giebelständiger dreigeschossiger Massivbau, unter ziegelgedecktem Satteldach. Erbaut als Verbindungsbau zwischen Kino und Lokal durch den Celler Architekten W. Diener. | 35847720 |                |
| Neue Straße 14 (Ecke Brandplatz) 52° 37′ 30″ N, 10° 5′ 1″ O  | Wohnhaus                  | Zweigeschossiger Fachwerkbau mit Backsteinausfachung, unter flachem ziegelgedecktem Satteldach, traufständig zur Neuen Straße. Fachwerk mit profilierter Schwelle und unregelmäßiger Ständerstellung. Ecke Brandplatz / Neue Straße abgeschrägt. Errichtet im 19. Jh., im Kern vermutlich älter. | 35847739 |                |
| Neue Straße 14 (Neue Straße) 52° 37′ 30″ N, 10° 5′ 3″ O      | Wohn-/Geschäftshaus       | Traufständiger zweigeschossiger sechsachsiger Mauerwerksbau, unter ziegelgedecktem Satteldach. Mit abgesetztem Sockel und doppeltem Gurtgesims; Fensteröffnungen mit Segmentbögen. Erbaut 1937 im Zusammenhang mit dem Kino am Brandplatz. | 35847779 |                |
| Neue Straße 15 52° 37′ 30″ N, 10° 5′ 4″ O                    | Wohnhaus                  | Traufständiger zweigeschossiger Fachwerkbau mit Backsteinausfachung, unter Satteldach in Ziegeldeckung. Einfaches Fachwerk. Errichtet um 1750, breiter Erker im Osten der Südfassade mit breiter profilierter Schwelle mit gerundeten Füllhölzern, Fußholz und Brüstungsgesims in Taustabform (der Zeit um 1575) gehörte ehemals wohl zur Nr. 16. Historische Haustür erhalten. | 34368349 |                |
| Neue Straße 16 52° 37′ 30″ N, 10° 5′ 4″ O                    | Wohn-/ Geschäftshaus      | Traufständiger zweigeschossiger Fachwerkbau mit Backsteinausfachung, unter ziegelgedecktem Satteldach. Schmuckfachwerk: Muster eines Rautenzugs, Balkenköpfe leicht profiliert, die Balkenköpfe der Dachbalkenlage werden von einfach konkaven Knaggen unterstützt. Errichtet um 1575, der westliche Erker des Nachbarhauses Nr. 15 gehörte ehemals zum Haus hinzu. | 34368374 |                |
| Neue Straße 16 52° 37′ 31″ N, 10° 5′ 4″ O                    | Seitenflügel              | Zweigeschossiger Fachwerkbau mit Backsteinausfachung, unter ziegelgedecktem Satteldach, firstparallel zum Vorderhaus. Errichtet laut Inschrift in Kartusche ANNO 1639. | 35847979 | BW             |
| Neue Straße 17 52° 37′ 31″ N, 10° 5′ 5″ O                    | Wohnhaus                  | Traufständiger zweigeschossiger Fachwerkbau mit Backsteinausfachung, unter Satteldach in Ziegeldeckung. Fachwerk straßenseitig drei Gefache breit; Schwelle schlicht mit einfacher Kehle, Vorkragung über Balkenköpfen, Gestaltung der Dachbalkenlage wie über dem EG. Errichtet um 1620. | 34368403 |                |
| Neue Straße 18 52° 37′ 30″ N, 10° 5′ 6″ O                    | Wohnhaus                  | Zur Straße Am heiligen Kreuz traufständiges dreigeschossiges Fachwerkgebäude, unter ziegelgedecktem Satteldach. In Ecklage zur Neuen Straße, hier im Giebelfeld Ladeluke, darüber Giebelknauf. Errichtet um 1600. | 34368429 |                |
| Neue Straße 18 52° 37′ 30″ N, 10° 5′ 5″ O                    | Seitenflügel              | Traufständiger dreigeschossiger Fachwerkbau mit Backsteinausfachung, unter ziegelgedecktem Satteldach. Fachwerk mit Streben in äußeren Gefachen, das zweite OG deutlich niedriger und weniger weit vorkragend. Errichtet um 1800 als Seitenflügel zum Vorderhaus an der Straße Am heiligen Kreuz. | 35848028 | BW             |
| Neue Straße 19 52° 37′ 30″ N, 10° 5′ 5″ O                    | Wohnhaus                  | Traufständiger dreigeschossiger Bau in Fachwerk mit Backsteinausfachung, unter ziegelgedecktem Satteldach. Westliche Brandwand in Backstein. Fachwerk straßenseitig sechs Gefache breit, zweifach leicht auskragend; Schwelle vorkragend auf verkleideten Balkenköpfen. Errichtet um 1800. In Inneren älterer Gewölbekeller erhalten. | 34368454 |                |
| Neue Straße 19 52° 37′ 30″ N, 10° 5′ 5″ O                    | Seitenflügel              | Zweigeschossiger Fachwerkbau, unter Pultdach in Ziegeldeckung. OG weit vorkragend mit Füllbrettern. Errichtet im 17. Jh. | 35848107 | BW             |
| Neue Straße 20 52° 37′ 30″ N, 10° 5′ 4″ O                    | Wohn-/ Geschäftshaus      | Giebelständiger dreigeschossiger Backsteinbau, unter flachem Satteldach in Ziegeldeckung. Straßenseitig Fassade fünfachsig gegliedert, vorspringende Sockelzone und teilweise in Spitzbögen gerahmte Fensternischen, Ziersetzungen am Ortgang. Traufseiten mit pilasterähnlichen strebepfeilerartigen Vorlagen, hier Zierfriese als Ornament. Erbaut um 1860. | 34368479 |                |
| Neue Straße 21 52° 37′ 30″ N, 10° 5′ 4″ O                    | Wohnhaus                  | Traufständiger zweigeschossiger Fachwerkbau mit Backsteinausfachung, unter ziegelgedecktem Satteldach. Fachwerk straßenseitig symmetrisch aufgebaut mit mittiger Haustür; insgesamt neun Gefache, die seitlichen jeweils mit Streben über die unteren beiden Gefache; leichte Vorkragung des Obergeschosses. Errichtet in zweiter Hälfte 18. Jh. Im Inneren Gewölbekeller erhalten. | 34368504 |                |
| Neue Straße 21 52° 37′ 30″ N, 10° 5′ 3″ O                    | Seitenflügel              | Eingeschossiger Bau unter ziegelgedecktem Satteldach. Errichtet in zweiter Hälfte 18. Jh. vermutlich im Zusammenhang mit dem Vorderhaus. | 35848296 | BW             |
| Neue Straße 22 52° 37′ 30″ N, 10° 5′ 3″ O                    | Wohn-/ Geschäftshaus      | Traufständiger zweigeschossiger Fachwerkbau mit Backsteinausfachung, unter ziegelgedecktem Satteldach. Mit mittigem schmalen Zwerchhaus straßenseitig. Fachwerk sieben Gefache breit. Errichtet 1968 an Stelle eines Fachwerkhauses von 1634. | 34368529 |                |
| Neue Straße 23 52° 37′ 30″ N, 10° 5′ 3″ O                    | Wohnhaus                  | Traufständiger zweigeschossiger Fachwerkbau mit Backsteinausfachung, unter ziegelgedecktem Satteldach. Mit mittigem schmalen Zerchhaus straßenseitig. Fachwerk straßenseitig mit vier breiten Gefachen, OG leicht vorkragend über verbretterter Schwelle. An der Traufe kräftig gekehlte Knaggen mit doppelten Taustäben und Kreuzmuster, Füllbretter unterschiedlich gestaltet. Errichtet um 1575. | 34368555 |                |
| Neue Straße 23 52° 37′ 30″ N, 10° 5′ 2″ O                    | Seitenflügel              | Zweigeschossiger Fachwerkbau mit Backsteinausfachung, unter Satteldach in Ziegeldeckung. Fachwerk zwei Gefache lang und vier Gefache breit, Giebelseite mit Kopf- und Fußbändern. Errichtet in zweiter Hälfte 17. Jh. | 35848471 | BW             |
| Neue Straße 24 52° 37′ 30″ N, 10° 5′ 2″ O                    | Wohnhaus                  | Traufständiger dreigeschossiger Fachwerkbau mit Backsteinausfachung, unter Satteldach in Ziegeldeckung. Straßenseitig sieben Gefache breit. Errichtet 1965 nach Abbruch eines Hauses von 1575 und unter Verwendung einzelner Gefügeteile (Schwelle mit Stab und Doppelranke, darüber Halbrosetten; Traufe mit Zickzackfries) des Vorgängerbaus. | 34368580 |                |
| Neue Straße 25 52° 37′ 30″ N, 10° 5′ 1″ O                    | Wohnhaus                  | Dreigeschossiger, traufständiger Fachwerkbau mit Backsteinausfachung, unter ziegelgedecktem Frackdach, daher Hofseite nur zweigeschossig. Fachwerk straßenseitg zweifach vorkragend über profilierten Balkenköpfen und konkav/konvex profilierten Füllhölzern. Errichtet in erster Hälfte 18. Jh., straßenseitig um ein Geschoss aufgestockt um 1900. | 34368606 |                |
| Neue Straße 27 52° 37′ 30″ N, 10° 5′ 0″ O                    | Wohn-/ Geschäftshaus      | Zur Neuen Straße giebelständiger zweigeschossiger Fachwerkbau mit Backsteinausfachung, unter ziegelgedecktem Satteldach. OG deutlich vorkragend über ausladend geschwungenen Konsolen; Schwelle mit stilisierten, sich kreuzenden Rankenstab verziert, Füllhölzer im kräftigen Zahnschnittfries. Eckständer mit Knaggenbündel. Zur Rabengasse Andreaskreuze in Brüstungsfeldern. Errichtet 1595 (i). | 34368656 |                |
| Neue Straße 27 52° 37′ 29″ N, 10° 5′ 0″ O                    | Seitenflügel              | Zweigeschossiger Fachwerkbau mit Backsteinausfachung, unter ziegelgedecktem Satteldach. Fachwerk mit Fußwinkelhölzern, OG vorkragend über Knaggen. Errichtet um 1600. | 35848681 | BW             |
| Neue Straße 30 52° 37′ 29″ N, 10° 4′ 59″ O                   | Wohnhaus                  | Giebelständiger zweigeschossiger Fachwerkbau mit Backsteinausfachung. Fachwerk straßenseitig sechs Gefache breit, dreifach vorkragend auf einfach profilierten Balkenköpfen. Schwelle mit Inschrift und Arkantusrankenmotiv, konkav/konvex profilierte Füllhölzer. Errichtet 1686. | 34368708 | Weitere Bilder |
| Neue Straße 31 52° 37′ 29″ N, 10° 4′ 58″ O                   | Wohnhaus                  | Giebelständiger zweigeschossiger Fachwerkbau mit Backsteinausfachung, unter Satteldach in Ziegeldeckung. Fachwerk straßenseitig drei Gefache breit, in Brüstungsbereichen Fußwinkelhölzer; zweifache Vorkragung. Errichtet 1683 (i - auf nicht erhaltener Schwelle). | 34368733 | BW             |
| Neue Straße 32 52° 37′ 29″ N, 10° 4′ 58″ O                   | Wohnhaus                  | Giebelständiger zweigeschossiger, breit gelagerter Fachwerkbau mit Backsteinausfachung, unter ziegelgedecktem Satteldach. Fachwerk zweifach vorkragend über verzierten Knaggen, Schwellen mit dreifach gestuftem Treppenfries und Datierung. Errichtet um 1480. Mit seitlichem Erker unter eigenem Satteldach, über weit auskragenden Balkenköpfen, 1600 (i) hinzugefügt. Giebel in engem Gitterfachwerk wohl später erneuert. | 34368759 |                |
| Neue Straße 32 52° 37′ 28″ N, 10° 4′ 58″ O                   | Hinterhaus                | | 37123692 | BW             |
| Neue Straße 33 52° 37′ 29″ N, 10° 4′ 57″ O                   | Wohnhaus                  | Giebelständiger zweigeschossiger Fachwerkbau mit Backsteinausfachung, unter ziegelgedecktem Satteldach. Fachwerk straßenseitig vier Gefache breit, Schwelle mit Diamantband, von Rundbogenmotiv im Bereich der Ständer unterbrochen. Schwelle im OG mit Inschrift, Füllhölzer mit Zahnschnittfries. Brüstungsfelder im Giebel mit Andreaskreuz. Errichtet 1595. | 34368788 |                |
| Neue Straße 33 52° 37′ 29″ N, 10° 4′ 58″ O                   | Seitenflügel              | Zweigeschossiger schmaler Fachwerkbau mit Backsteinausfachung, unter Satteldach in Ziegeldeckung. keine Vorkragung. Errichtet Ende 19. Jh. | 35848856 | BW             |
| Neue Straße 34 52° 37′ 29″ N, 10° 4′ 57″ O                   | Wohnhaus                  | Giebelständiges zweigeschossiges Fachwerkgebäude mit Backsteinausfachung, unter ziegelgedecktem Satteldach. Schmuckvolles Fachwerk: Schwelle mit Beschlagwerkornamentik über Balkenköpfen, Füllhölzer als Rundholz mit Schuppung, obere Schwelle mit Spruchband. Errichtet in erster Hälfte 17. Jh. Zeitgenössische Eingangstür mit Rautenmusterbeschlägen erhalten. | 34368814 |                |
| Neue Straße 34 52° 37′ 29″ N, 10° 4′ 57″ O                   | Seitenflügel              | Zweigeschossiger Fachwerkbau mit Backsteinausfachung, unter ziegelgedecktem Satteldach. Fachwerk fünf Gefach lang mit schmuckloser, abgefaster Schwelle. Historische Fenster erhalten. Errichtet wohl zeitgleich mit Vorderhaus. | 35849033 | BW             |
| Neue Straße 35 52° 37′ 29″ N, 10° 4′ 57″ O                   | Wohn-/ Geschäftshaus      | Giebelständiges, zweigeschossiges Fachwerkhaus mit Backsteinausfachung, unter Satteldach in Ziegeldeckung. Fachwerk mit vier Gefachen, zweimal vorkragend, Zierelemente wie Zickzackmuster auf breiter Schwelle, Ständer mit Halbrosette, gekehlte Konsolen mit runden und eckigen Querprofilen und Inschrift. Errichtet 1576 (i). Straßenfassade mit seitlichem Erker, wohl 1611 (i) angebaut | 34368843 |                |
| Neue Straße 35 52° 37′ 29″ N, 10° 4′ 57″ O                   | Seitenflügel              | Zweigeschossiger Fachwerkbau, unter Satteldach. Fachwerk zwei Gefache breit, OG weit auskragend auf ausladenden Konsolen, mehrfach gestuft. An der Traufe gekehlte Knaggen. Errichtet vermutlich zeitgleich wie das Vorderhaus. | 35849069 | BW             |
| Neue Straße 35 52° 37′ 29″ N, 10° 4′ 57″ O                   | Seitenflügel              | Zweigeschossiger Fachwerkbau mit Backsteinausfachung, unter ziegelgedecktem Satteldach. Fünf Gefache lang, OG weit auskragend über Balkenköpfen, Schwelle mit Inschrift. Errichtet 1661 (i). | 35849086 | BW             |
| Neue Straße 36 52° 37′ 29″ N, 10° 4′ 56″ O                   | Wohnhaus                  | Giebelständiger zweigeschossiger Fachwerkbau mit Backsteinausfachung, unter ziegelgedecktem Satteldach. Fachwerk straßenseitig zweifach vorkragend. Errichtet um 1470. Mit doppelstöckigem Erker an der westlichen Giebelseite, unter Pultdach. Dieser nachträglich um 1700 angesetzt. | 34368872 | Weitere Bilder |
| Neue Straße 36 52° 37′ 29″ N, 10° 4′ 56″ O                   | Seitenflügel              | Zweigeschossiger Fachwerkbau mit Backsteinausfachung, unter ziegelgedecktem Satteldach. OG weit über geschnitzten Knaggen vorkragend, sechs Gefache lang. Errichtet wohl zeitgleich zum Vorderhaus. | 35849885 | BW             |
| Neue Straße 37 52° 37′ 29″ N, 10° 4′ 56″ O                   | Wohnhaus                  | Giebelständiger zweigeschossiger Fachwerkbau mit Backsteinausfachung, unter ziegelgedecktem Satteldach. Fachwerk straßenseitig vier Gefache breut, zweifach vorkragend. Mit hoher profilierter Schwelle, einfachen Balkenköpfen und schlichten Füllbrettern; aufgemalte Inschrift. Errichtet 1620 (i). | 34368898 |                |
| Neue Straße 38 52° 37′ 29″ N, 10° 4′ 56″ O                   | Wohnhaus                  | Giebelständiger dreigeschossiger Fachwerkbau mit Backsteinausfachung, unter ziegelgedecktem Satteldach. Fachwerk mit Vorkragung über schlichter Schwelle mit Kehle und Stabprofil, im OG Wulst-Kehle-Wulst-Profil. Ladeluke, Ausleger für Lastkran und Firstknauf. Im Inneren barocke Türanlagen erhalten. Errichtet um 1630. | 34368923 |                |
| Neue Straße 39 52° 37′ 29″ N, 10° 4′ 55″ O                   | Wohn-/ Geschäftshaus      | Traufständiger dreigeschossiger Fachwerkbau mit Backsteinausfachung, unter ziegelgedecktem Satteldach. Schwelle mit Doppelrankenmotiv, pfeilartig angeordnet (Astgabel im Stab). Neubau von 1960 im Stil von etwa 1580. | 34368950 |                |
| Neumarkt 52° 37′ 36″ N, 10° 4′ 53″ O                         | Sandsteingewölbebrücke    | Sandsteinquaderbrücke mit Flachbogen über den Stadtgraben, gelegen zwischen den Häusern Neumarkt 5 und 6. Nur nördlicher Teil der Ostseite sichtbar erhalten, der übrige Teil eingebaut. Eisengitterbrüstung. Schlussstein mit Inschrift „KOENIGL WEG BAU“ weist auf die Straßenausbauphase durch die von König Georg III. 1764 gegründete Königlich-Churfürstliche Wegbau-Intendance hin. | 34380262 |                |
| Nordwall 32 52° 37′ 28″ N, 10° 5′ 11″ O                      | Wohnhaus                  | Traufständiger zweigeschossiger verputzter Massivbau, unter Satteldach in Ziegeldeckung; mit straßenseitigem mittigem Zwerchhaus in Fachwerk. Putzrahmungen der Fenster mit Jugendstildekor. Im Kern wohl aus dem 19. Jh., Umbau 1908 (a) durch den Celler Architekten Otto Haesler. | 34369030 |                |
| Nordwall 37 52° 37′ 31″ N, 10° 5′ 9″ O                       | Wohnhaus                  | Traufständiges zweigeschossiges Fachwerkhaus mit Backsteinausfachung, unter ziegelgedecktem Satteldach. Errichtet um 1820. | 34369057 |                |
| Nordwall 37 a 52° 37′ 31″ N, 10° 5′ 9″ O                     | Wohnhaus                  | Traufständiger zweigeschossiger Fachwerkbau, unter ziegelgedecktem Satteldach, mit Zwerchhaus straßenseitig. Außermittige Durchfahrt in den Hinterhof. Errichtet 1978. | 36973794 |                |
| Nordwall 38 52° 37′ 31″ N, 10° 5′ 9″ O                       | Wohnhaus                  | Traufständiges zweigeschossiges Fachwerkgebäude mit Backsteinausfachung, unter Satteldach in Ziegeldeckung. Errichtet um 1580 als Teil des ehemaligen Franziskaner-Klosters; 1734 als Entbindungsanstalt genutzt. | 34369109 |                |
| Nordwall 39 52° 37′ 32″ N, 10° 5′ 9″ O                       | Wohnhaus                  | Traufständiges zweigeschossiges Fachwerkgebäude mit Backsteinausfachung, unter Satteldach in Ziegeldeckung. Mit großem Zwerchhaus straßenseitig. Errichtet um 1720. | 34369134 |                |
| Nordwall 41 52° 37′ 33″ N, 10° 5′ 6″ O                       | Wohn-/ Geschäftshaus      | Traufständiger zweigeschossiger Fachwerkbau mit Backsteinausfachung, unter Satteldach in Ziegeldeckung, nach Westen abgewalmt. Gleichmäßige Fachwerkkonstruktion, OG leicht vorkragend. Errichtet als Hinterhaus (Schuhstraße 26) um 1800. | 34369162 |                |
| Nordwall 41 52° 37′ 33″ N, 10° 5′ 5″ O                       | Seitenflügel              | Zweigeschossiges Fachwerkgebäude mit Backsteinausfachung, unter ziegelgedecktem Satteldach. Einfaches Fachwerk, Obergeschoss leicht vorkragend. Errichtet als zweiter Seitenflügel des Vorderhauses Schuhstraße 26 in zweiter Hälfte 18. Jh. | 35523007 | BW             |
| Nordwall 43 52° 37′ 33″ N, 10° 5′ 5″ O                       | Wohn-/ Geschäftshaus      | Traufständiges zweieinhalbgeschossiges Fachwerkgebäude mit Backsteinausfachung, unter Satteldach in Ziegeldeckung. Gleichmäßiges Fachwerk mit Streben in den Endfeldern; in der Straßenfassade mittig ein über das Drempelgeschoss hinausgezogenes Zwerchhaus. Errichtet um 1840. Zeitgenössische Haustür und im Inneren alte Türen und eine gründerzeitliche Geschosstreppe erhalten. | 34369188 |                |
| Schuhstraße 23 / Nordwall 44 52° 37′ 33″ N, 10° 5′ 4″ O      | Wohnhaus                  | Zweigeschossiger traufständiger Fachwerkbau unter Satteldach mit rückwärtigem Seitenflügel. Straßenfassade mit seitlicher Auslucht auf etwa halber Gebäudebreite. OG vorkragend über geschnitzten Balkenköpfen und gerundeten Füllhölzern. Erbaut in zweiter Hälfte 17. Jh. Erdgeschossfassade mehrfach verändert. Seitenflügel als zweigeschossiger Fachwerkbau unter Satteldach, an der westlichen Grundstücksgrenze an die Nordfassade des Vorderhauses anschließend. Seit der Entfestigung der Stadt ist die Parzelle auch von Norden erschlossen, heute hat das Gebäude zwei Erschließungen und zwei Adressen. | 35522555 | BW             |
| Nordwall 45 52° 37′ 34″ N, 10° 5′ 4″ O                       | Wohnhaus                  | Zweigeschossiges Fachwerkgebäude, bestehend aus giebelständigem sowie westlich anschließenden traufständigem Teil, jeweils unter Satteldach. Straßengiebel des östlichen Teils zweifach vorkragend und mit weit auskragendem OG-Erker auf profilierten Knaggen. Nachträgliche inschriftliche Datierung „vor 1706“. Traufständiger Teil um ein Gefach vorspringend. OG vorkragend über profilierten Zierknaggen und mit gerundeten Füllhölzern. | 34369214 |                |
| Nordwall 46 52° 37′ 34″ N, 10° 5′ 3″ O                       | Wohnhaus                  | Traufständiger dreigeschossiger Fachwerkbau mit Backsteinausfachung, unter ziegelgedecktem Satteldach. Mit Zwerchhaus straßenseitig. Errichtet wohl im 18. Jh. Mit Putzfassade versehen Ende des 19. Jh. 1921 im EG gestalterisch zusammengefasst mit der westlich anschließenden Nr. 47 durch eine von Otto Haesler entworfene neue Schaufensterfassade mit expressivem Zickzack-Gesims. Aus dieser Zeit auch die Haustür. | 34369245 |                |
| Nordwall 47 52° 37′ 34″ N, 10° 5′ 2″ O                       | Wohn-/ Geschäftshaus      | Giebelständiger zweigeschossiger Fachwerkbau mit Backsteinausfachung, unter ziegelgedecktem Satteldach. Errichtet wohl im 18. Jh. Mit Putzfassade und Ziergiebel versehen Ende 19. Jh. 1921 im EG gestalterisch zusammengefasst mit der östlich anschließenden Nr. 46 durch eine von Otto Haesler entworfene neue Schaufensterfassade mit expressivem Zickzack-Gesims. | 35526909 |                |
| Nordwall 50 52° 37′ 34″ N, 10° 5′ 1″ O                       | Wohnhaus                  | Traufständiger dreigeschossiger Massivbau mit Putzfassade, unter ziegelgedecktem Mansarddach. Mit sehr breitem Fachwerk-Zwerchhaus straßenseitig. Erbaut 1910 (a) durch den Celler Architekten Zähle. | 35527183 |                |
| Nordwall 51 52° 37′ 34″ N, 10° 5′ 0″ O                       | Wohnhaus                  | Traufständiges zweigeschossiges Fachwerkgebäude mit Backsteinausfachung, unter Satteldach in Ziegeldeckung. Einfaches Fachwerk mit vorkragendem OG über profilierten Balkenköpfen. Errichtet 1614 (i). Im Inneren historische Grundrisse sowie Ausstattung erhalten. | 34369345 |                |
| Nordwall 51 52° 37′ 34″ N, 10° 5′ 0″ O                       | Seitenflügel              | Zweigeschossiger Fachwerkbau mit Backsteinausfachung, unter ziegelgedecktem Schleppdach. Errichtet im 18. Jh. | 35527224 | BW             |
| Nordwall 52 52° 37′ 35″ N, 10° 5′ 0″ O                       | Wohnhaus                  | Traufständiges zweigeschossiges Fachwerkgebäude mit Backsteinausfachung, unter Satteldach in Ziegeldeckung. Ende 18. Jh. als zwei eigene, anderthalbgeschossige Handwerkerhäuser errichtet, 1919 zunächst der westliche Teil (Nr. 53) aufgestockt, 1966 dann der östliche (Nr. 52) und gestalterische Zusammenfassung beider Häuser, auch Aufgabe des linken Eingangs. | 34369371 |                |
| Nordwall 54 52° 37′ 35″ N, 10° 4′ 59″ O                      | Wohn-/ Geschäftshaus      | Traufständiger zweigeschossiger, breit gelagerter Massivbau mit Putzfassade, unter ziegelgedecktem Satteldach. Erbaut 1937/38 durch den Celler Architekten W. Diener als Ladengeschäft und Wohnhaus der „Celler Drahtwaren= und Staketfabrik Eduard Schulz“. | 34369396 |                |
| Nordwall 55 52° 37′ 35″ N, 10° 4′ 58″ O                      | Wohnhaus                  | Traufständiger dreigeschossiger Fachwerkbau mit Backsteinausfachung, unter ziegelgedecktem Satteldach. Straßenseitige Fassade mit Lastgaube. Fachwerk mit Fußstreben, straßenseitig zweifach vorkragend über Balkenköpfen. Errichtet um 1700. | 34369446 |                |
| Nordwall 55 52° 37′ 34″ N, 10° 4′ 58″ O                      | Stall                     | Eingeschossiges Fachwerkgebäude, unter ziegelgedecktem Pultdach. Errichtet im 19. Jh. als Stallgebäude mit Waschküche und Aborten. | 35580423 | BW             |
| Nordwall 57 52° 37′ 35″ N, 10° 4′ 57″ O                      | Clubhaus                  | Traufständiger zweigeschossiger Fachwerkbau mit einfacher Auskragung, geschlämmten Backsteinausfachungen, zweiflügeliger Eingangstür mit Oberlicht und Ausstattung unter Satteldach in roter Hohlpfannendeckung. Errichtet um 1700. Umbauphase nach Nutzungsänderung. Oberlandbaumeister Christian Ludwig Ziegler, Oldenstadt. 1788(a). | 34369495 |                |
| Nordwall 58 52° 37′ 34″ N, 10° 4′ 56″ O                      | Wohn-/ Geschäftshaus      | Aus zwei Barockhäusern umgebaute Zwiebackfabrik. Ursprünglich zwei getrennte, nur dreigeschossige Fachwerkgebäude mit Backsteinausfachung und je einem mittigen Zwerchhaus. Errichtet um 1780. 1906 dann Gebäudezusammenlegung und durchgreifender Umbau durch Architekt Heinemann zur „Zwieback-Fabrik Carl Ehlers“ (mit Wohnungen): Hierfür Aufstockung beider Häuser zu einem breit gelagertem Viergeschosser mit zwei aufgesetzten Giebeldreiecken, die den Rest der ehemaligen Zwerchhäuser darstellen. Unter ziegelgedecktem Satteldach, straßenseitig angeschleppt. Im Inneren Treppenhaus und Türen von 1906 erhalten. | 34369520 |                |
| Nordwall 59 52° 37′ 34″ N, 10° 4′ 55″ O                      | Wohnhaus                  | Traufständiges zweigeschossiges Fachwerkgebäude mit Backsteinausfachung, unter ziegelgedecktem Satteldach. Mit außermittigen Zwerchhäusern straßen- und hofseitig; Durchfahrt an der Westseite. Errichtet Anfang des 18. Jh. | 34369545 |                |
| Nordwall 59 52° 37′ 33″ N, 10° 4′ 55″ O                      | Werkstatt                 | Zweigeschossiges zweiteiliges Fachwerkgebäude mit Backsteinausfachung, unter ziegelgedeckten Satteldächern; südlicher Teil breiter, nördlicher schmaler. Errichtet im 18. Jh., 1901 umgebaut; genutzt ursprünglich als Werkstatt. | 36988036 | BW             |
| Nordwall 60 52° 37′ 34″ N, 10° 4′ 55″ O                      | Wohnhaus                  | Traufständiges zweigeschossiges Fachwerkgebäude mit Backsteinausfachung, unter Satteldach in Ziegeldeckung. Mit breitem Zwerchhaus straßenseitig. Fachwerk schlicht, OG einfach vorkragend über Balkenköpfen. Hofdurchfahrt an der Westseite. Errichtet um 1650 als Handwerkerhaus. Im Inneren Gewölbekeller, historische Grundrisse und Ausstattung erhalten, im Spitzboden eine ehemalige Räucherkammer. | 34369570 |                |
| Nordwall 60 52° 37′ 34″ N, 10° 4′ 55″ O                      | Überdachung               | Hofüberdachung in Pultdachkonstruktion, erbaut 1883 (a), 1889 erweitert und mit Backsteinmauer nach Westen ergänzt. | 35523305 | BW             |
| Nordwall 60 52° 37′ 33″ N, 10° 4′ 55″ O                      | Schmiede                  | Eingeschossiger Backsteinbau, unter Satteldach in ZIegeldeckung. Erbaut um 1880. Mit erhaltenen Eisensprossenfenstern und kompletter Ausstattung (Essen, Blasebälge, Geräte usw.). | 35523324 | BW             |
| Nordwall 61 52° 37′ 34″ N, 10° 4′ 54″ O                      | Hinterhaus                | Giebelständiger zweigeschossiger Fachwerkbau mit Backsteinausfachung, unter ziegelgedecktem Satteldach. Errichtet im 18. Jh. als Hinterhaus und Speichergebäude (zu Schuhstraße 5) mit Mitteldurchfahrt. Nach Brand 1894 OG erneuert, dasselbe 1905 zur Wohnung umgebaut, dabei ehemalige Ladeluke entfernt. | 34369596 |                |
| Nordwall 62 52° 37′ 34″ N, 10° 4′ 54″ O                      | Hinterhaus                | Giebelständiges zweigeschossiges Fachwerkgebäude mit Backsteinausfachung, unter ziegelgedecktem Satteldach. Einfaches Fachwerk, straßenseitig zweifach geringe Vorkragung; Hofdurchfahrt an der Westseite. Errichtet um 1700 als Hinterhaus und reines Lagergebäude zu Schuhstraße 4; Umbau mit Wohnungen und Laden 1922 und 1926, letzteres durch die Architekten Wilhelm Mackensen und Fritz Torno aus Hannover. | 34369622 |                |
| Nordwall 62 52° 37′ 34″ N, 10° 4′ 54″ O                      | Seitenflügel              | Im Norden dreigeschossiger, im Süden zweigeschosiger Fachwerkbau mit Backsteinausfachung, unter ziegelgedecktem Satteldach. Errichtet im 18. Jh. | 35523224 | BW             |
| Nordwall 63 52° 37′ 34″ N, 10° 4′ 54″ O                      | Wohnhaus                  | Traufständiges dreigeschossiges Fachwerkgebäude mit Backsteinausfachung, unter ziegelgedecktem Satteldach. Im Kern errichtet um 1820, 1879 Aufstockung des zweiten OG unter Wiederverwendung älterer Hölzer und mit Beibehaltung der alten Firsthöhe. | 34369647 |                |
| Nordwall 64;Hehlentorstraße 6 52° 37′ 34″ N, 10° 4′ 53″ O    | Wohn-/ Geschäftshaus      | Zweigeschossiges Fachwerkgebäude mit Backsteinausfachung, unter ziegelgedecktem Satteldach. Mit zwei Zwerchhäusern in der traufseitigen Dachfläche am Nordwall, das östliche mit Kranbalken. Errichtet um 1820. Fassadenerneuerung 1919 – 20 durch den hannoverschen Architekten Wilhelm Mackensen, dabei Zusammenlegung der beiden älteren Bauten (Hehlentorstraße 6 und Nordwall 64). 1926 Neugestaltung des Ladengeschäfts im EG mit großzügiger Schaufenstergestaltung durch den Celler Architekten Otto Haesler. | 34369672 |                |
| Pilzergasse 1 52° 37′ 26″ N, 10° 5′ 2″ O                     | Wohnhaus                  | Traufständiger zweigeschossiger Fachwerkbau mit Backsteinausfachung, unter Satteldach in Ziegeldeckung. Fachwerk mit vier Fensterachsen, OG leicht vorkragend, kräftige Balkenköpfe unterhalb der Traufe. Errichtet wohl im 17. Jh.; Fachwerk im OG mit Doppelständern und Fußstreben nachträglich verändert. Hofseite um ein zweites OG erhöht, mit zwei Fachwerkanbauten (zwei- und dreigeschossig) des 19. Jh. | 34369697 |                |
| Pilzergasse 2 52° 37′ 26″ N, 10° 5′ 1″ O                     | Wohnhaus                  | Traufständiger dreigeschossiger schmaler Fachwerkbau mit Backsteinausfachung, unter Satteldach in Ziegeldeckung. Fachwerk drei Gefache breit, leichte Vorkragung des ersten OG, kräftige Vorkragung des zweiten über Balkenköpfen. Errichtet im 17. Jh. | 34369722 |                |
| Pilzergasse 3 52° 37′ 26″ N, 10° 5′ 1″ O                     | Wohnhaus                  | Traufständiger dreigeschossiger Fachwerkbau mit Backsteinausfachung, unter Satteldach in Ziegeldeckung. Mit dreiachsigem Zwerchhaus straßenseitig. Fachwerk drei Gefache breit, klarer sammetrischer Gerüstaufbau; straßenseitig vier Vorkragungen, Balkenköpfe und Füllhölzer profiliert. Errichtet um 1700. | 34369747 |                |
| Pilzergasse 5 52° 37′ 27″ N, 10° 5′ 1″ O                     | Wohn-/ Geschäftshaus      | Traufständiger zweigeschossiger Fachwerkbau mit Backsteinausfachung, unter ziegelgedecktem Satteldach. Mit zweiachsigem Zwerchhaus außermittig straßenseitig. Weit vorkragendes OG, Schwelle mit zweifach geschichtetem Zickzackfries, auf Hofseite Knaggen mit horizontalen Wulsten und Einkerbungen sowie Fußwinkelhölzern. Im Kern wohl Ende 16. Jh. errichtet. Im Inneren einzelne historische Türen und Fenster erhalten, ebenso Transportrolle auf dem Dachboden. 1928 Neugestaltung der Erdgeschossfassade als Putzfassade (gemeinsam mit Nr. 4) durch den Celler Architekten Otto Haesler; hier Fensterband mit dreieckigen Fensterpfeilern und durchgehender Sohlbank. | 34369797 |                |
| Pilzergasse 6 52° 37′ 27″ N, 10° 5′ 2″ O                     | Wohnhaus                  | Giebelständiger zweieinhalbgeschossiger Putzbau, unter flachem Satteldach in Ziegeldeckung. Drei Fensterachsen mit rechteckigen Fensteröffnungen mit Putzrahmungen; zweites OG mit Kniestock. Erbaut 1892 (a) nach Brand des Vorgängerbaus durch W. Stelzer. | 34369822 |                |
| Pilzergasse 7 52° 37′ 27″ N, 10° 5′ 2″ O                     | Nebengebäude              | Giebelständiger zweigeschossiger Putzbau, unter Satteldach in Ziegeldeckung. Dreiachsiger Fassadenaufbau, im Obergeschoss rundbogige Fensteröffnungen mit Putzrahmungen. Erbaut 1892 (a) als Nebengebäude zur Schlachterei (Zöllnerstraße 32) mit Durchfahrt und Pferdeställen. 1927 (a) Umbau der Ställe zu Arbeitsräumen. | 34369847 |                |
| Pilzergasse 8 52° 37′ 27″ N, 10° 5′ 2″ O                     | Wohnhaus                  | Traufständiger dreigeschossiger Putzbau unter ziegelgedecktem Satteldach. Fassade fünf Fensterachsen breit, segmentbogige Fensteröffnungen mit Putzrahmungen, im ersten OG Brüstungsfelder mit geputzten Diamantquadern, geschosstrennende Gesimse. Erbaut 1893 durch Zimmermeister Pahlmann nach Abriss des Vorgängerbaus. Seit 1946 als Gastwirtschaft und Hotel genutzt. | 34369872 |                |
| Pilzergasse 9 52° 37′ 26″ N, 10° 5′ 2″ O                     | Wohnhaus                  | Traufständiger dreigeschossiger Fachwerkbau mit Backsteinausfachung, unter ziegelgedecktem Satteldach. Straßenfassade vier Gefache breit, OG deutlich vorkragend über kräftigen Balkenköpfen. Im Kern wohl im 17. Jh. errichtet. Zweites OG später aufgestockt; hier Fachwerk mit Doppelstielen, Gebälkzone verkleidet. | 34369897 |                |
| Poststraße 52° 37′ 25″ N, 10° 4′ 55″ O                       | Brunnen / Pipenposten     | Einer von drei alten Hauptbrunnen (siehe auch Brandplatz, Großer Plan), genannt Pipenposten. Quadratisches Brunnenbecken aus Sandsteinplatten, in der Mitte ein achteckiger Brunnenpfeiler, auf dem eine Löwenfigur von 1914 (a) steht. Entstanden wohl im 18. Jh., der ursprüngliche Standort war der Schlossplatz (gegenüber dem Bomann-Museum), 1973 Versetzung an die heutige Stelle im Zuge der Einrichtung der Altstadt-Fußgängerzone. | 36987694 |                |
| Poststraße 1 52° 37′ 25″ N, 10° 4′ 56″ O                     | Wohn-/ Geschäftshaus      | Zweigeschossiger Eckbau, giebelständig zur Mauernstraße, traufständig mit großem Zwerchhaus zur Poststraße, Rückfassade in Fachwerk, tw. mit Lehmausfachungen, unter ziegelgedecktem Dach. Straßenfassaden wurden 1900 als reich gegliederte Putzfassade mit Stuck-Fensterrahmungen gestaltet, Haus im Kern vermutlich älter. Ebenfalls 1900 (i) Bau des zweigeschossigen Fachwerkerkers mit zwei Turmspitzen an der Straßenecke (ehemals Fialgiebel), Oberlichter des Erkers mit Buntglas. | 34369922 |                |
| Poststraße 5 52° 37′ 23″ N, 10° 4′ 56″ O                     | Wohn-/ Geschäftshaus      | Zweigeschossiger Fachwerkbau mit Backsteinausfachung in Ecklage, unter ziegelgedecktem Satteldach. Giebelständig zur Poststraße, traufständig zum Großen Plan. Fachwerk giebelseitig in OG und Giebel symmetrisch mit Doppelständern, in der Traufseite auch einzelne Fußwinkelhölzer. Errichtet um 1700. Im Inneren Gewölbekeller erhalten. 1881 (a) Einbau einer Schaufensteranlage mit umlaufendem Gesims; Schaufenster eingerahmt von profilierten Lisenen mit Diamantmotiv und Sockel. | 34370002 |                |
| Poststraße 5 52° 37′ 23″ N, 10° 4′ 54″ O                     | Seitenflügel              | Viergeschossiger Fachwerkbau mit Backsteinausfachung, unter Flachdach. Symmetrisches Fachwerk mit einzelnen Streben. Errichtet um 1800. Nach Brand Wiederaufbau mit Aufstockung um 1900; im EG 1925 umgestaltet durch den Celler Architekten Otto Haesler. | 36303464 | BW             |
| Poststraße 6 52° 37′ 24″ N, 10° 4′ 55″ O                     | Wohnhaus                  | Giebelständiger zweigeschossiger Fachwerkbau mit Backsteinausfachung, unter ziegelgedecktem Satteldach. Mit fast symmetrischem Fachwerk mit einseitigen Fußstreben, sieben Gefache breit, im Giebel vier Vorkragungen, die unterste davon sehr kräftig ausgebildet über Knaggen und profilierten Füllhölzern. Im straßenseitigen Giebel Ladeluke und geschwungener und bemalter Sturzbalken mit Kranbalken. Errichtet 1701 (i). Schwelle mit Inschrift: NON TENTATYS NON CHRISTIANYS ANNO 1701. Hauseingangstür mit hölzerner profilierter Rahmung mit kannelierten Lisenen und Diamantmotiv. | 34370027 |                |
| Poststraße 6 52° 37′ 24″ N, 10° 4′ 55″ O                     | Seitenflügel              | Dreigeschossiger Fachwerkbau mit Backsteinausfachung, unter Satteldach in Ziegeldeckung. Errichtet vermutlich zeitgleich mit dem Vorderhaus. | 36301609 | BW             |
| Poststraße 6 52° 37′ 24″ N, 10° 4′ 54″ O                     | Hinterhaus                | Zweigeschossiger Fachwerkbau mit Backsteinausfachung, unter ziegelgedecktem Satteldach. Errichtet über L-förmigem Grundriss entlang der nördlichen und westlichen Grundstücksgrenze. Einfaches Fachwerk mit einzelnen Fußstreben, in den Traufseiten gefachübergreifende Diagonalstreben; ohne Vorkragungen. Großes Zwerchhaus in der südlichen Dachfläche des östlichen Flügels. Errichtet um 1800. | 36302138 | BW             |
| Poststraße 7 52° 37′ 24″ N, 10° 4′ 55″ O                     | Wohnhaus                  | Giebelständiger dreigeschossiger Fachwerkbau mit Backsteinausfachung, unter ziegelgedecktem Satteldach. Mit prägendem zweigeschossigen, übergiebelten Erker sowie Ladeluke mit geschwungenem Sturzbalken, Kranbalken und Giebelknauf. Fachwerk mit Fußwinkelhölzern, im ersten OG verändert in Doppelstielkonstruktion. Straßenseitig sieben Gefache und fünf Vorkragungen, Schwellen über profilierten Füllhölzern, Klötzchenfries mit abwechselnder Dichte, Perlstab, Tauband, untere Schwelle zudem mit Inschrift. Im Inneren Gewölbekeller erhalten, barocke Treppe mit Brettbalustern und kanneliertem Anfänger sowie einzelne bauzeitliche Türen mit langen Winkelbändern und Spiralbändern, ebenso einzelne Kreuzstockfenster, Stuckatur und alter Dielenboden überkommen. Errichtet 1649 (i).                                                 | 34370052 |                |
| Poststraße 7 52° 37′ 24″ N, 10° 4′ 54″ O                     | Seitenflügel              | Zweigeschossiger Fachwerkbau mit Backsteinausfachung, unter Satteldach in Ziegeldeckung. Einfaches Fachwerk mit Fußstreben, vorkragendes OG über viertelrunden Füllhölzern. Vermutlich in zwei Bauabschnitten zwischen 1700 und 1900 entstanden, der westliche Teil überdeckt einen Teil der Inschrift des 1668 erbauten Hinterhauses. | 36302590 | BW             |
| Poststraße 7 52° 37′ 24″ N, 10° 4′ 54″ O                     | Seitenflügel              | Dreigeschossiger Fachwerkbau mit Backstein-Zierausfachung, unter Satteldach in Ziegeldeckung. Fachwerk mit Fußwinkelhölzern und zwei Vorkragungen über profilierten Füllhölzern und Balkenköpfen in Verlängerung der Ständer. Errichtet vermutlich zeitgleich mit dem Vorderhaus. Kreuzstockfenster erhalten. | 36302995 | BW             |
| Poststraße 7 52° 37′ 24″ N, 10° 4′ 53″ O                     | Hinterhaus                | Zweigeschossiger Fachwerkbau mit Backsteinausfachung, unter Satteldach in Ziegeldeckung. Symmetrisches Fachwerk mit Fußwinkelhölzern, Schwelle vorkragend, mit profilierten Füllhölzern. Errichtet 1668 (i). Inschrift über Tür und auf der Schwelle. | 36285024 | BW             |
| Poststraße 8 52° 37′ 25″ N, 10° 4′ 55″ O                     | Hoppenerhaus              | Giebelständiger dreigeschossiger Fachwerkbau mit Backsteinausfachungen unter Satteldach in roter Hohlpfannendeckung. In Ecklage zur Rundestraße, hier traufständig. Fachwerk in beiden Straßenfassaden je zweimal vorkragend, Giebeldreieck mit vier weiteren Vorkragungen; aufwändige Schnitzereien wie Laubstab, figürliche Darstellungen der antiken Götterwelt sowie mittelalterliche und niederdeutsche Gestalten auf Schwellen, Knaggen mit Taustabornament. Luke mit geschwungenem Sturz im zweiten OG, Gewölbekeller. Meister Simon Stappen, Braunschweig. 1532 ließ Herzog Ernst der Bekenner dieses Haus für den Rentmeister Simon Hoppener erbauen | 34370081 | Weitere Bilder |
| Poststraße 9 52° 37′ 25″ N, 10° 4′ 55″ O                     | Geschäftshaus             | Dreigeschossiger Fachwerkbau unter Mansardgiebeldach in Ziegeldeckung. In Ecklage, giebelständig zur Rundestraße, traufständig zur Poststraße. Gleichmäßiges symmetrisches Fachwerk, OGs gering vorkragend, jeweils durch waagerechte Hölzer verkleidet. Errichtet 1972/73 nach Abriss des Vorgängerbaus durch die Celler Architekten Baumgart Wockenfuß. | 34370113 |                |
| Poststraße 10 52° 37′ 26″ N, 10° 4′ 54″ O                    | Wohn-/ Geschäftshaus      | Dreigeschossiger Fachwerkbau mit Backsteinausfachung (teilweise übermalt mit Fugen, teilweise in Ziersteinsetzung), unter ziegelgedecktem Satteldach. In Ecklage, giebelständig zur Stechbahn, traufständig zur Poststraße. Im straßenseitigen Giebel Fachwerk mit klarer Zuordnung von Ständern und Balkenköpfen sowie Fußwinkelhölzern (teilweise aufgemalt); mit fünf Vorkragungen und fünf Fensterachsen; Giebelknauf und Ladekran, im OG in Doppelständerkonstruktion verändert. In der Traufseite einzelne halbhohe Streben. Reiche Fachwerkverzierungen; Eckständer mit eingeschnittenen Säulen. Errichtet in erster Hälfte 17. Jh. In Verlängerung des Vorderhauses ein Seitenflügel, traufständig zur Poststraße, mit gleicher Fassadengestaltung wie das Vorderhaus, unter schmalerem ziegelgedecktem Satteldach.                           | 34370138 |                |
| Prinzengasse 1 52° 37′ 25″ N, 10° 5′ 3″ O                    | Wohnhaus                  | Zweigeschossiger Fachwerkbau mit Backsteinausfachung, unter ziegelgedecktem Satteldach. In Ecklage, giebelständig zu Mauernstraße, traufständig zu Prinzengasse. Mit Zwerchhaus in der traufseitigen westlichen Dachfläche, beidseitig davon je zwei Gauben in asymmetrischer Anordnung. Fachwerk im OG mit halbhohen Streben und Doppelständern, Gebälkzone verkleidet. In der rückwärtigen östlichen Trauffassade halbhohe Streben. Errichtet um 1720 als Wohngebäude, später als Hotel („Zum Kronprinz“) genutzt. | 34370164 | BW             |
| Prinzengasse 2 52° 37′ 24″ N, 10° 5′ 2″ O                    | Wohnhaus                  | Traufständiger zweigeschossiger Fachwerkbau mit Backsteinausfachung, unter steilem ziegelgedecktem Satteldach. Einfaches Fachwerk, Obergeschoss deutlich vorkragend, viertelrunde Füllhölzer, kräftige Schwelle, keine Schmuckformen. Errichtet um 1650. | 34370190 |                |
| Prinzengasse 2 52° 37′ 24″ N, 10° 5′ 1″ O                    | Hinterhaus                | Zweigeschossiger Fachwerkbau, unter Pultdach. Errichtet im 19. Jh., 1938 aufgestockt. | 36974176 | BW             |
| Prinzengasse 3 52° 37′ 24″ N, 10° 5′ 2″ O                    | Wohnhaus                  | Traufständiger zweigeschossiger Fachwerkbau mit Backsteinausfachung, unter ziegelgedecktem Satteldach. Mit Zwerchhaus straßenseitig. OG kräftig vorkragend, viertelrunde Füllhölzer, kräftige Schwelle. Errichtet um 1650. | 34370215 |                |
| Prinzengasse 4 52° 37′ 24″ N, 10° 5′ 2″ O                    | Wohnhaus                  | Traufständiger zweigeschossiger Fachwerkbau mit Backsteinausfachung, unter Satteldach in Ziegeldeckung. Fachwerk vier Gefache breit, OG deutlich vorkragend über kräftigen Knaggen mit Karniesprofil und Diamantquadern, dazwischen viertelrunde Füllhölzer; kräftige Schwelle mit Beschlagwerk, Schwellenunterkante mit Zahnschnitt. Errichtet um 1600. | 34370240 |                |